# Trappes
Trappes est une commune française située dans le département des Yvelines, en région Île-de-France.

## Géographie

### Localisation
La commune est située sur un plateau au sud de Versailles, à 21 km de la Porte d'Auteuil du Boulevard périphérique de Paris et à 28 km du centre de Paris. Elle est limitrophe de Bois-d'Arcy au nord-est, de Montigny-le-Bretonneux à l'est, de Magny-les-Hameaux au sud-est, du Mesnil-Saint-Denis et de Saint-Lambert-des-Bois au sud, de Élancourt à l'ouest et de Plaisir au nord. L'étang de Saint-Quentin et sa base de loisirs et de plein air et la réserve naturelle au nord. Une partie, 450 ha, de la forêt domaniale de Port-Royal, au sud, appelée « le Bois de Trappes ».
La commune est à proximité du parc naturel régional de la haute vallée de Chevreuse (par les communes du Mesnil-Saint-Denis, de Saint-Lambert-des-bois et de Magny-les-Hameaux). Elle compte 925 hectares d’espaces verts publics, soit 298 m2 par habitant.

### Géologie et relief
Un ruisseau, le « Maldroit » prend sa source au lieu-dit du Puits à Loup, à la proximité de la porte de Pissaloup. Le Rhodon, affluent de l'Yvette, prend sa source dans le bois de Trappes.
La colline de la Revanche, d’origine artificielle, haute de 231 mètres, située partiellement sur le territoire de la commune, est le point culminant du département des Yvelines, mais aussi de l'ensemble de la région Île-de-France,.

### Climat
Pour des articles plus généraux, voir Climat de l'Île-de-France et Climat des Yvelines.
En 2010, le climat de la commune est de type climat océanique dégradé des plaines du Centre et du Nord, selon une étude du CNRS s'appuyant sur une série de données couvrant la période 1971-2000. En 2020, Météo-France publie une typologie des climats de la France métropolitaine dans laquelle la commune est exposée à un climat océanique altéré et est dans la région climatique Sud-ouest du bassin Parisien, caractérisée par une faible pluviométrie, notamment au printemps (120 à 150 mm) et un hiver froid (3,5 °C).
Pour la période 1971-2000, la température annuelle moyenne est de 11,3 °C, avec une amplitude thermique annuelle de 15,2 °C. Le cumul annuel moyen de précipitations est de 676 mm, avec 10,7 jours de précipitations en janvier et 7,8 jours en juillet. Pour la période 1991-2020, la température moyenne annuelle observée sur la station météorologique installée dans la commune est de 11,6 °C et le cumul annuel moyen de précipitations est de 686,3 mm,. Pour l'avenir, les paramètres climatiques de la commune estimés pour 2050 selon différents scénarios d'émission de gaz à effet de serre sont consultables sur un site dédié publié par Météo-France en novembre 2022.
| Mois                                  | jan.             | fév.             | mars             | avril           | mai             | juin           | jui.          | août          | sep.            | oct.            | nov.            | déc.             | année      |
| ------------------------------------- | ---------------- | ---------------- | ---------------- | --------------- | --------------- | -------------- | ------------- | ------------- | --------------- | --------------- | --------------- | ---------------- | ---------- |
| Température minimale moyenne (°C)     | 1,9              | 1,8              | 3,9              | 6               | 9,4             | 12,5           | 14,4          | 14,2          | 11,3            | 8,5             | 4,8             | 2,4              | 7,6        |
| Température moyenne (°C)              | 4,3              | 4,9              | 7,9              | 10,7            | 14,1            | 17,3           | 19,5          | 19,4          | 16              | 12,2            | 7,6             | 4,8              | 11,6       |
| Température maximale moyenne (°C)     | 6,8              | 8                | 11,9             | 15,4            | 18,8            | 22,1           | 24,6          | 24,6          | 20,7            | 15,8            | 10,4            | 7,2              | 15,5       |
| Record de froid (°C) date du record   | −15,8 17.01.1985 | −15,6 13.02.1929 | −10,5 07.03.1971 | −4,1 12.04.1986 | −1,2 07.05.1957 | 0,1 01.06.1936 | 2 09.07.1929  | 4 31.08.1928  | −0,5 20.09.1952 | −5,2 28.10.1931 | −8,9 24.11.1998 | −14,3 22.12.1946 | −15,8 1985 |
| Record de chaleur (°C) date du record | 16 05.01.1999    | 20,3 27.02.19    | 24,7 31.03.21    | 28 18.04.1949   | 30,9 27.05.05   | 36 18.06.22    | 40,6 25.07.19 | 39,1 06.08.03 | 34,6 09.09.23   | 29 01.10.1985   | 21 03.11.1927   | 16,8 07.12.00    | 40,6 2019  |
| Ensoleillement (h)                    | 57               | 806              | 1 337            | 1 758           | 2 017           | 2 096          | 2 223         | 2 163         | 1 769           | 1 168           | 676             | 553              | 17 138     |
| Précipitations (mm)                   | 56,2             | 49,9             | 50,1             | 49,9            | 66              | 57             | 56,3          | 56,1          | 49,8            | 61,8            | 61,2            | 72               | 686,3      |

## Urbanisme

### Typologie
Au 1er janvier 2024, Trappes est catégorisée grand centre urbain, selon la nouvelle grille communale de densité à sept niveaux définie par l'Insee en 2022.
Elle appartient à l'unité urbaine de Paris, une agglomération inter-départementale regroupant 407 communes, dont elle est une commune de la banlieue,,. Par ailleurs la commune fait partie de l'aire d'attraction de Paris, dont elle est une commune du pôle principal,. Cette aire regroupe 1 929 communes,.

### Occupation des sols
Le tableau ci-dessous présente l'occupation des sols de la commune en 2018, telle qu'elle ressort de la base de données européenne d’occupation biophysique des sols Corine Land Cover (CLC).
| Type d’occupation                                              | Pourcentage | Superficie (en hectares) |
| -------------------------------------------------------------- | ----------- | ------------------------ |
| Tissu urbain discontinu                                        | 27,1 %      | 371                      |
| Zones industrielles ou commerciales et installations publiques | 24,8 %      | 340                      |
| Réseau routier et ferroviaire et espaces associés              | 5,0 %       | 68                       |
| Équipements sportifs et de loisirs                             | 19,4 %      | 265                      |
| Terres arables hors périmètres d'irrigation                    | 0,1 %       | 2                        |
| Forêts de feuillus                                             | 15,4 %      | 211                      |
| Plans d'eau                                                    | 8,2 %       | 112                      |
| Source : Corine Land Cover                                     |             |                          |

### Morphologie urbaine
Trappes fut longtemps un village rural et conserve quelques témoignages de ce passé, avec des édifices de caractère dans le quartier des anciennes grandes fermes du plateau. Les habitants étaient regroupés essentiellement dans un seul quartier, lui-même héritier de son passé médiéval avec des rues dont le tracé est resté le même durant plusieurs siècles autour d'un château tombé en ruines au 18e siècle.
Un écart comptait quelques habitants, au domaine de la Boissière. Deux autres écarts, la Petite et la Grande Défonce, furent très peu peuplés au fil du temps. La Grande Défonce a disparu ; elle est incorporée dans la zone industrielle de Trappes-Elancourt.
Les années 1920 ont été celles de l'implantation de lotissements, grands et petits, notamment à la Boissière qui deviendra un quartier essentiellement pavillonnaire. Les années 1930 ont vu construire les cités cheminotes, Les Dents de Scie, rue Victor-Hugo en pavillons, les HBM de l'avenue Marceau.
Trappes faisait partie des nombreuses communes de l'urbanisation des banlieues des années 1970, par la politique urbanistique de construction de grands ensembles dès les années 1960.
La commune renaît, notamment, grâce à un vaste chantier de rénovation urbaine et des opérations de désenclavement. La résidentialisation et la modernisation des habitations sont en cours, conduites par l'Agence nationale pour la rénovation urbaine (ANRU).
Aujourd'hui : des résidences avec digicode, des quartiers pavillonnaires et plates-bandes soignées remplacent petit à petit les barres HLM qui laissent la place à des résidences avec des logements en accession à la propriété. Des pavillons surgissent des anciennes friches. La mixité sociale est encouragée par la création de nouveaux logements sociaux, avec une répartition plus équitable dans les quartiers. Malgré tout, près des deux-tiers des Trappistes vivent dans un quartier prioritaire, et le taux de pauvreté de la ville atteint 26,4 % en 2019, contre 14,6 % pour la moyenne nationale,.
Les quartiers de la ville sont les suivants :

#### Centre-ville - Jaurès - Gare
C'est un quartier administratif, résidentiel, avec de nombreux commerces de proximité, une moyenne surface et un marché forain le dimanche matin, où se situent l'hôtel de ville, des écoles et un centre de loisirs, la gare construite en pierre meulière en 1849. Le Grenier à sel abrite la salle du cinéma Jean-Renoir. L'auberge de la Chasse Royale, décrite sur le plan terrier de 1588, est l'actuelle brasserie « L’Étoile d’or ». L'hôtel de la Fourche, actuel « Pavillon bleu », était une auberge fort appréciée des « canotiers » et promeneurs fréquentant l’étang de Saint-Quentin. Les Dents de Scie est une cité ouvrière construite pour la Compagnie des chemins de fer de l'État pour ses cheminots dans les années 1930. La médiathèque « Jean-Jaurès », fermée par la communauté d'agglomération en 2015.

#### Village - Cité Nouvelle

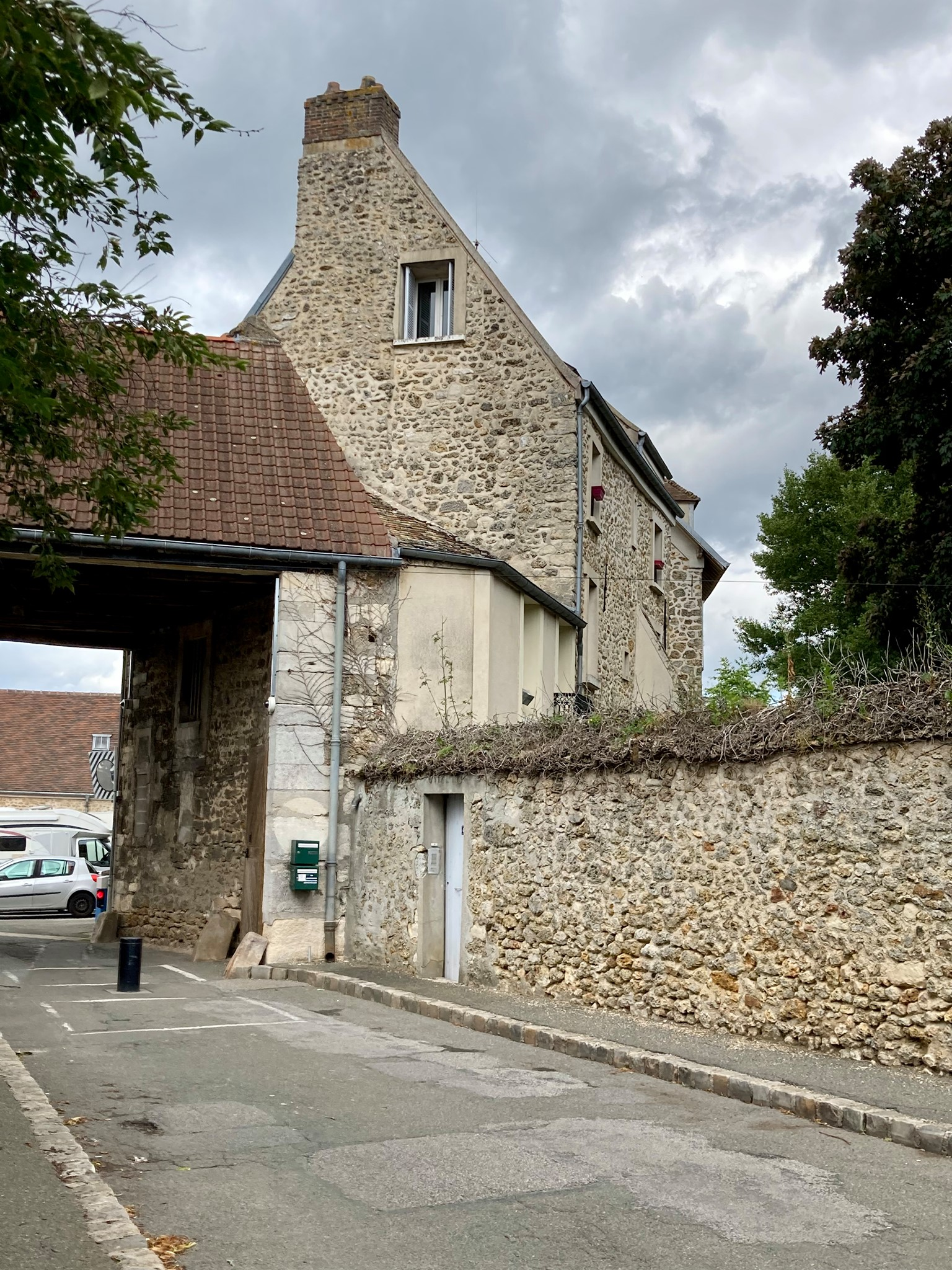
Entrée du CTM et résidence la Châtellenie.

Le village historique et résidentiel, avec l'église Saint-Georges qui a été édifiée entre le IXe et le XIIe siècle, reconstruite de 1701 à 1703, dont seul le clocher a résisté aux bombardements du 1er juin 1944 et dont la nef a été reconstruite en 1964 ; l'école municipale de musique et de danse devenue Conservatoire et musique et de danse depuis le 27 septembre 2019; à proximité, la ferme du Château. La crèche familiale municipale et la maison de la Petite Enfance se situent dans ce quartier.
Cité nouvelle : un quartier résidentiel où résidaient essentiellement des cheminots.

#### Jean-Macé
Situé près du centre départemental de météorologie : observatoire fondé en 1896, il porte le nom de son fondateur, Léon Teisserenc de Bort et abrite le service d'études instrumentales de Météo-France. C'est le site historique de la météorologie, classé à l'inventaire supplémentaire des monuments historiques. Il est au sein d'un quartier résidentiel et de logements sociaux. Ce quartier accueille la crèche adaptée aux enfants handicapés « Les Bambins ».

#### Les Merisiers

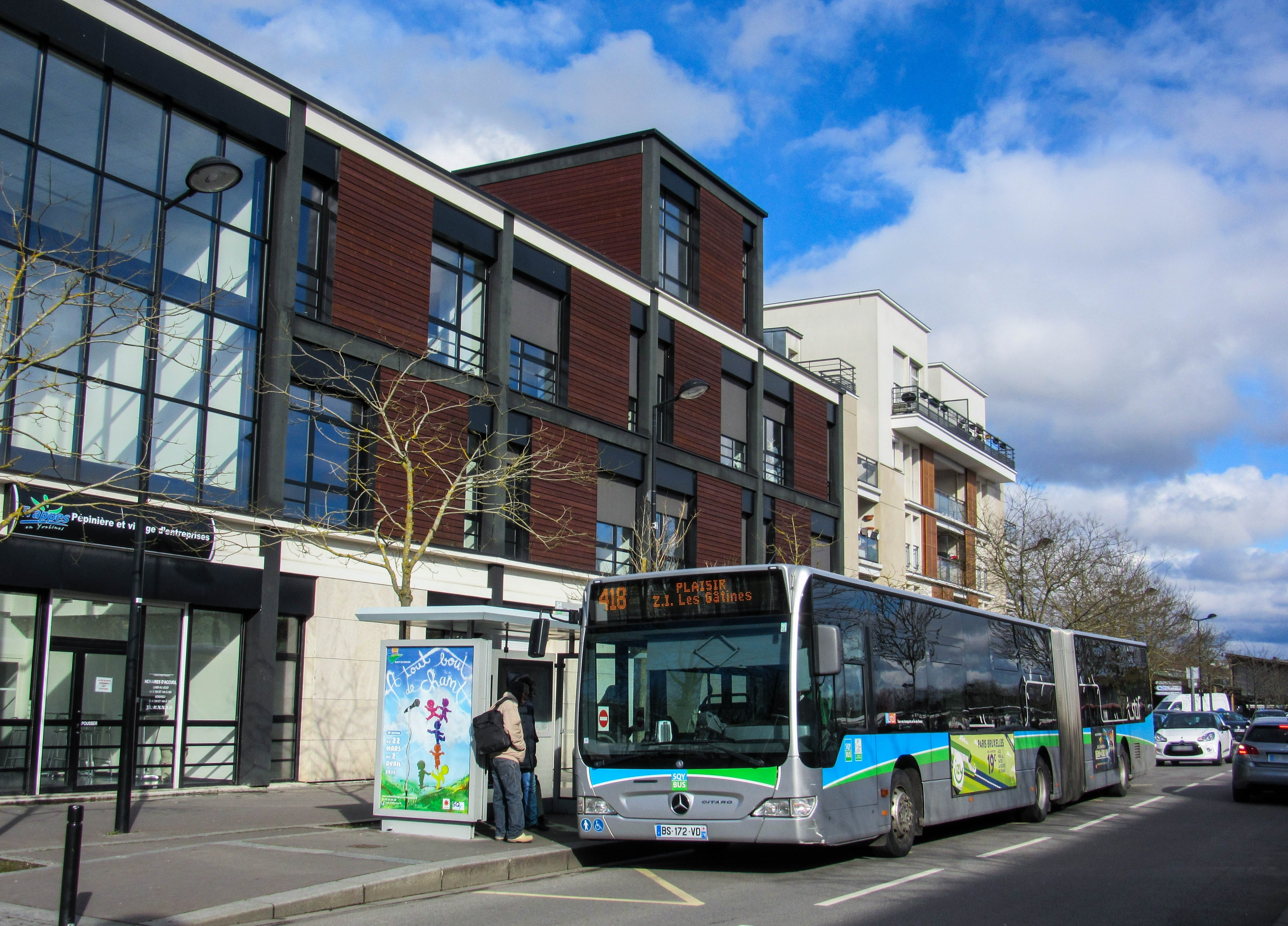
Les Merisiers, rue Léo-Lagrange.

On y trouve un centre commercial avec des commerces de proximité, la poste et la banque postale, le commissariat de police, l'hôpital privé, des centres sportifs, des écoles, un village d'entreprises. C'est un quartier résidentiel et de logements sociaux où se situe la « Merise », grande salle de concert qui accueille régulièrement le meilleur de la scène française actuelle. Ce quartier accueille le marché des Merisiers (mercredi après-midi, vendredi matin et samedi matin), deuxième du département des Yvelines par son importance. Dans ce quartier se situe l'hôpital privé et de plusieurs centres médicaux, d'un centre de santé municipal avec un médecin généraliste et des services médicaux spécialisés en gynécologie, en pédiatrie, en psychiatrie et en allergologie ; ainsi que des soins en kinésithérapie et infirmiers.

#### Farge-Thorez
C'est un quartier de logements sociaux avec une pépinière d'entreprises, et le centre de la sécurité sociale.

#### Aérostat
C'est un quartier résidentiel et de logements sociaux. On y trouve la halte-jeux Pergaud. On y trouve le Pôle 1901, au service des associations locales avec des salles de réunions.

#### Plaine de Neauphle
La crèche collective « Gavroche », la structure multi-accueil « Violeta- Parra », la crèche privée « Les Z’Acrobates », la « galerie Le Corbusier » fermée, était un espace d'exposition, la médiathèque Anatole-France.
On y trouve le lycée Plaine-de-Neauphle, 1er lycée (sur 53) de la région Île-de-France au « Palmarès des lycées Le Parisien 2015 ».

#### La Boissière
Il s'agit là encore d'un quartier résidentiel, avec la chapelle Sainte-Thérèse, rue du Bel-Air. Les habitants y sont en majorité des familles. Ils sont très jeunes et sont, à 68 %, propriétaires de leur logement.

#### L'étang de Saint-Quentin et la base de loisirs
Il est situé en grand partie à Trappes, qui le partage avec Montigny-le-Bretonneux.
Une partie a été classée par décret du ministre de la Transition écologique, le 8 avril 2021 dans la réserve naturelle nationale des étangs et rigoles d'Yveline, Yveline sans S, pour rappeler le nom initial de la forêt d'où sont issues les eaux qui remplissent cet étang.

### Habitat et logement
En 2018, le nombre total de logements dans la commune était de 12 373, alors qu'il était de 11 285 en 2013 et de 10 413 en 2008.
Parmi ces logements, 91,7 % étaient des résidences principales, 0,8 % des résidences secondaires et 7,5 % des logements vacants. Ces logements étaient pour 17,3 % d'entre eux des maisons individuelles et pour 81,1 % des appartements.
Le tableau ci-dessous présente la typologie des logements à Trappes en 2018 en comparaison avec celle des Yvelines et de la France entière. Une caractéristique marquante du parc de logements est ainsi une proportion de résidences secondaires et logements occasionnels (0,8 %) inférieure à celle du département (2,6 %) et à celle de la France entière (9,7 %). Concernant le statut d'occupation de ces logements, 27,5 % des habitants de la commune sont propriétaires de leur logement (25,3 % en 2013), contre 58,6 % pour les Yvelines et 57,5 pour la France entière.
| Typologie                                               | Trappes | Yvelines | France entière |
| ------------------------------------------------------- | ------- | -------- | -------------- |
| Résidences principales (en %)                           | 91,7    | 91,1     | 82,1           |
| Résidences secondaires et logements occasionnels (en %) | 0,8     | 2,6      | 9,7            |
| Logements vacants (en %)                                | 7,5     | 6,3      | 8,2            |

La convention ANRU signée en 2006 a accéléré la rénovation urbaine engagée à Trappes et notamment le processus de diversification de l’offre de logements.
C'est dans ce contexte que de nouveaux programmes privés voient le jour. Dans le même temps, les équipements et l'espace publics sont modernisés.
La ville respecte la loi relative à la solidarité et au renouvellement urbains.

### Voies de communication et transports

#### Voies de communication
La commune est desservie par :
- la route nationale 10, en prolongement de l'autoroute A12. En 1953, malgré l'opposition des habitants[34], le détournement de la RN 10 partage la ville en deux. Des travaux d'enfouissement partiel de cet axe routier sur 1,2 km, entre les carrefours N 10/D 912 et N 10/D 23 de la ville ont débuté en 2021
- la route départementale 912 ;
- la route départementale 36.
- la route départementale 23

#### Transports en commun

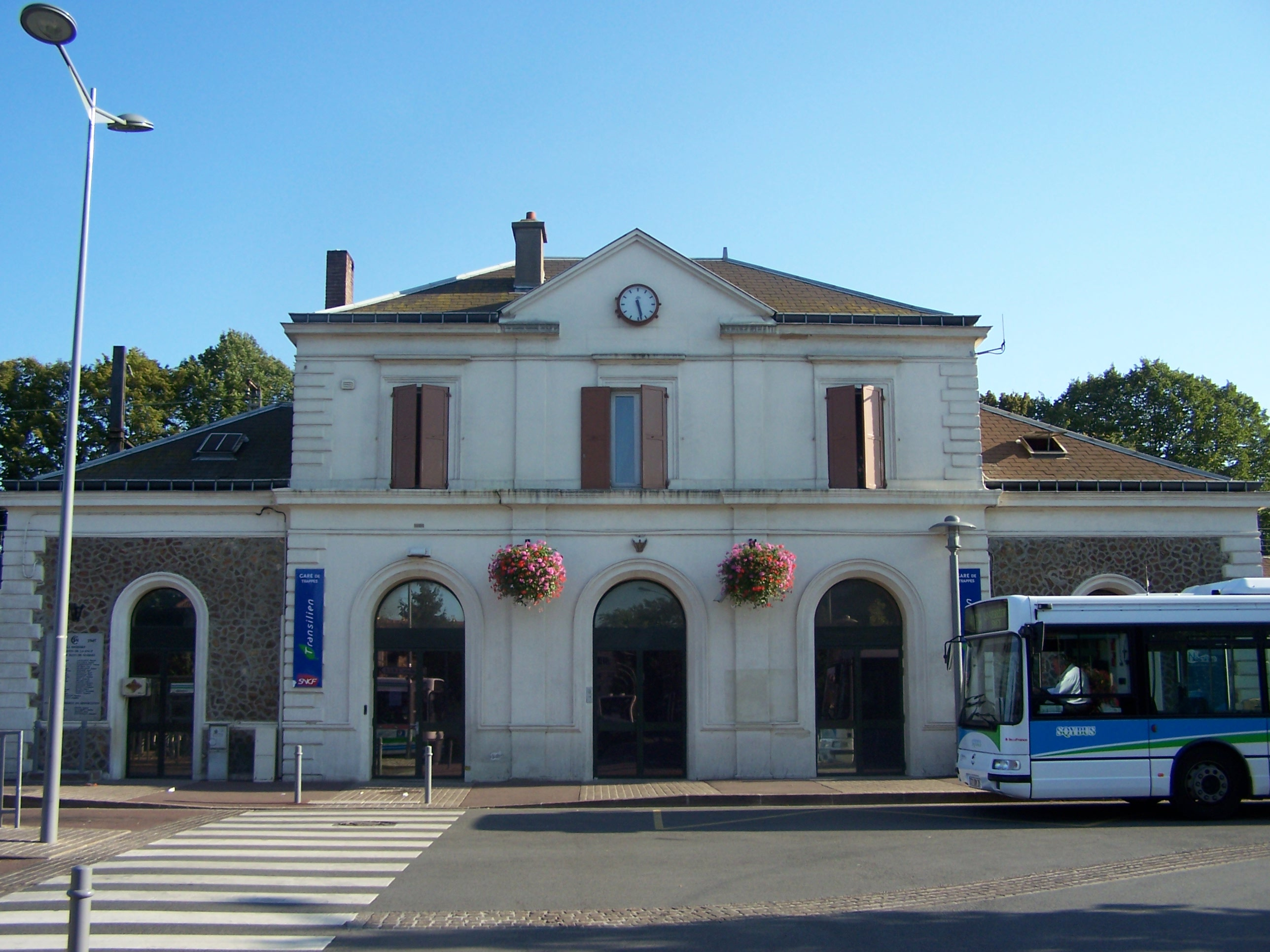
La gare de Trappes.

- La commune est desservie par la gare de Trappes.
- La Défense : La ligne U du Transilien, en provenance de La Défense, dessert également la gare de Saint-Quentin-en-Yvelines, la gare de Trappes et la gare de La Verrière.
- Paris-Montparnasse : La ligne N du Transilien, en provenance de Paris-Montparnasse, dessert, également ces trois gares.
- Le département des Yvelines défend le prolongement de la ligne U du Transilien jusqu'à Rambouillet[35] (les seuls trains en provenance de Rambouillet qui desservent l'agglomération sont actuellement ceux de la ligne N).
- La desserte de cette gare devait être améliorée puisqu'il était prévu de prolonger le RER C jusqu'à la gare de Coignières. Le projet supposait que des travaux soient réalisés sur la ligne, notamment pour améliorer la traversée de Trappes. Ce prolongement poursuivait deux objectifs : accompagner le fort développement de l'agglomération en améliorant la desserte de Trappes, La Verrière, Élancourt, et de Maurepas), et maîtriser la fréquentation (importante) de la gare de Saint-Quentin-en-Yvelines.
- Le RER C a actuellement pour terminus la gare de Saint-Quentin-en-Yvelines.
- La ville abrite un très grand dépôt qui sert de stockage aux rames de banlieue du RER C, aux machines mais aussi aux trains de fret et un « technicentre » SNCF (atelier ferroviaire) de maintenance des rames de banlieue et du matériel roulant des régions Centre-Val de Loire, Haute-Normandie et Pays de la Loire.

La commune est desservie par les lignes N (sur la branche entre Rambouillet et Montparnasse) et U du réseau Transilien. La commune est également desservie par les lignes 6, 10, 401, 402, 410, 5104, 415, 417, 418, 5130, 431, 441, 448, 449, 450 et 463 du réseau de bus de Saint-Quentin-en-Yvelines, par les lignes 15, 78 et 475 du Réseau de bus Île-de-France Ouest, par les lignes 5, 89 et DF du réseau de bus Centre et Sud Yvelines et, la nuit, par la ligne N145 du réseau Noctilien. La commune possède un service de transports pour personnes à mobilité réduite.

### Projets d'aménagement
La commune a engagé depuis 2001 un vaste programme de renouvellement urbain et d’embellissement des quartiers et de la ville.
La convention ANRU signée en 2006 a accéléré la rénovation urbaine engagée à Trappes et notamment le processus de diversification de l’offre de logements.
Améliorer la qualité de l’environnement des habitants, offrir de nouveaux services. Ce programme dirigé par la ville et confié à son « groupement d’intérêt public de rénovation urbaine » qui en assure « la coordination de la rénovation urbaine et des actions d’accompagnement en matière d’habitat et de cadre de vie sur le territoire de la commune ».
La commune poursuit son développement : le nouveau quartier de l'Aérostat, en lieu et place de terrains vagues, entre le quartier des Merisiers et celui de la Plaine de Neauphle, est en construction. Ce nouveau quartier a été réalisé sous la forme d’une zone d’aménagement concerté (ZAC). La ZAC doit compter 850 logements en 2022. Dans un but de mixité sociale, ils doivent être majoritairement occupés par des propriétaires primo-accédants et seulement 20 % doivent être des logements sociaux, contre 60 % à Trappes dans son ensemble. Ce quartier est maintenant terminé et habité.
La ville est engagée dans les projets de NPRU (Nouveau programme national de renouvellement urbain), avec la communauté d'agglomération de Saint-Quentin-en-Yvelines qui porte sur la réhabilitation totale du square Albert-Camus (plaine de Neauphle) et le réhabilitation de la Cité Nouvelle et les anciens LOPOFA de l'avenue Henri-Barbusse.

## Toponymie
Le nom de la localité est attesté sous la forme Trapoe en tant que Gistum Regis (gîte du roi), la région ayant toujours fait partie du domaine royal ; ensuite on trouve sous les formes Villatrapas en 1004, Villa trapas en 1007, Trappas en 1144, Trapis en 1206, Trapes en 1250, Trapas en 1357, Trappes en 1553, Trappe en 1708, Trapes en 1750, Trappes en 1793.
Le nom est issu de l'ancien français trape au sens de « piège »,, plus précisément « piège formé d'une fosse creusée dans le sol et recouverte d'une bascule ou de branchages ». Il s'agit d'un type toponymique que l'on retrouve dans les nombreux La Trappe, Latrape,, qui fait généralement référence à un piège à loup en bordure de forêt, autrement appelé fosse louvière. Cependant, dans le cas précis de Trappes, il a été également proposé « Trappes (78) est à proximité de l'étang de Saint-Quentin ; ce qui explique son nom : la trappe était une suite de marches par lesquelles on pouvait accéder à l'étang, pour y pêcher. ».

Si trappe au sens de « piège » est issu du francique trappa de même sens, il existe un autre étymon germanique, le verbe *trappôn, « faire des pas » (indo-européen *trep, « piétiner, trottiner », d’où *tropo, « chemin ») qui explique le sens de « sentier » de l’homonyme trappe. Parmi près de 180 toponymes en Trappe, plus de 70 désignent des lieux-dits habités. Une grande partie de ces derniers ont dû désigner des chemins ou des sentiers plutôt que des pièges, comme le confirment des noms comme le Chemin de la Trappe ou le Col de la Trappe, qui sont des redondances quand le mot « trappe » a été mal compris. Trappe, « Loin d’un piège aurait été ouverture et cheminement » ou qui, plus prosaïquement, aurait été bâtie sur un ancien sentier, une trappe. Le nom de la ville de Trappes pourrait avoir la même origine.
Une étymologie par le « celte trebo, lieu habité, hameau, village » proposée par certains sites internet et par l'érudit local Victor R. Belot ne repose sur aucun argument solide et n'est, de ce fait, jamais envisagée par les toponymistes. En effet, aucune forme ancienne de Trappes, dont le nom n'est d'ailleurs pas attesté avant l'époque médiévale, ne ressemble de près ou de loin au celtique *treb-, c'est-à-dire au gaulois *trebo- : la forme latinisée Trapoe (-oe est une graphie tardive pour -ae, nominatif ou accusatif pluriel en latin) est attestée au VIe siècle à l'époque du gallo-roman, or à cette époque le gaulois *trebo- est resté *TRĒBU en gallo-roman et un féminin pluriel *TRĒBAS aurait obligatoirement été latinisé en *Treboe, forme jamais attestée ; même chose pour les formes anciennes suivantes du type Trapis, Trapas, trapes, Trappes, qui ne rappellent en rien *trebo-. En outre, l'évolution phonétique du [b] intervocalique de *TRĒBU se serait obligatoirement faite en [f] en finale en proto-français, c'est-à-dire *Tref (cf. latin trabs> ancien français tref « poutre ») et celle de *TRĒBAS se serait régulièrement faite en [v] en proto-français, c'est-à-dire *Trèves (cf. latin faba> français fève, latin probare> français prouver, etc.). C'est pourquoi de manière implicite, aucun spécialiste de la toponymie n'envisage une étymologie de Trappes par le gaulois *trebo-, c'est la même chose chez les spécialistes des langues celtiques qui n'évoquent le nom de Trappes à aucun moment,.
Bien que le nom officiel de la commune soit Trappes, selon l'Insee, la mairie communique parfois en utilisant le nom Trappes-en-Yvelines, marquant ainsi son attachement à la région naturelle de l'Yveline,.

### Micro-toponymie
- La Boissière	: « lieu couvert de buis » (ancienne ferme)
- La Défonce	: « lieu défriché » (ancienne ferme)
- La Petite Défonce : « petit lieu défriché » (ancien hameau)
- Le Désert	: « lieu défriché » (ancien hameau)
- Saint Georges	: (paroisse)

## Histoire

### Les origines

Le territoire des Yvelines à l'époque gauloise.

Le site fut habité dès l'époque néolithique. Certaines hypothèses ont été vérifiées par des découvertes, dont trois haches de pierres, différents tessons gallo-romains et un bracelet de bronze au lieu-dit le Petit Mont, au fond à droite de la cour du château de Trappes. Certaines de ces découvertes qui figurent sur la carte archéologique de Seine-et-Oise dressée par la commission des antiquités en 1889, sont inscrites au XIXe siècle sur le registre des antiquités gallo-romaine et déposées à l'ex. Musée d'histoire naturelle de Versailles dont les collections ont été dispersées. En 1974, Gilles Lemaître a trouvé dans les champs de l'ancienne exploitation agricole Simard et près de la mare Caillon, à la limite de Voisins-le-Bretonneux, des outils lithiques (en pierre) : « dix-sept pointes de flèches, un perçoir en silex et deux couteaux ».
Un village existait bien avant la conquête de la Gaule par Jules César,. Avant le Moyen Âge, l'essentiel du plateau de Trappes est recouvert par la forêt et faisait partie de l'ensemble forestier de l'Yveline qui protégeait les Carnutes, et les mystères religieux des druides. Jules César rendit hommage au caractère belliqueux de ces habitants de la Gaule celtique. La forêt de Trappes était à la limite du territoire des Parisii. À partir du XIe siècle, des grands défrichements sont initiés par des ordres monastiques ou des grands seigneurs. La forêt cède alors progressivement la place aux champs labourés. À cette période également, le mode de regroupement des populations, qui se développe, est le village.
Le village se développe à la croisée de deux voies romaines reliant Paris à Dreux (en passant par Élancourt et Jouars.),,,, ainsi qu'à Chartres. La région de Trappes faisait partie, sous la domination romaine, de la Lugdunensis Quarta, province présidiale ayant Sens comme métropole.

### Moyen Âge et Renaissance
La reine Adélaïde donne la ville et l’église de Trappes à l’Abbaye de Saint-Denis,,. En 1003, Robert le Pieux confirme la donation faite par sa mère et y ajoute une partie de la vallée d’Élancourt et les bois de Trappes,, bulletin de comité des travaux historiques et scientifiques 1891 sur Gallica.
Au XIIIe siècle, Louis IX (saint Louis) passe au moins à deux reprises à Trappes : le 3 avril 1255 et le 18 avril 1259.
Jeanne de Valois comtesse de Hainaut (1294-1352) sœur du roi Philippe VI pérégrinait souvent dans la région entre Poissy, Trappes, Saint-Germain, elle séjournait fréquemment au château.
Au XIVe siècle, Trappes (Trapes) est un village occupé et pillé au cours de la guerre de Cent Ans. Entre 1348 et 1358, les troupes de Charles le Mauvais, roi de Navarre, campent dans les villages des Clayes, de Villepreux et de Trappes, pillent les paroisses. Pendant les alertes, la population de Trappes et d'Élancourt se réfugie au château de Trappes ou dans la ferme fortifiée de la Boissière, contre les incursions des « routiers » et des « écorcheurs ». En 1356, Édouard de Woodstock dit le « Prince noir » mène ses troupes au pillage de Trappes, déjà fortement ravagé par Bouchard IV de Montmorency.
Pendant l'été 1358, durant la Jacquerie, Étienne Marcel et les chefs insurgés de Paris envoient des notables, Pierre Gilles, épicier, et Pierre des Barres, orfèvre, pour incendier le manoir du chevalier Jean Rigaud, capitaine de la forteresse de Trappes,.
Au Moyen Âge, bourg marchand réputé, Trappes est villa muralis, ancienne cité médiévale fortifiée, cinq portes y donnant accès.
François Ier, déjeuna au château de Trappes en 1547 et fit relever ses fortifications.
En 1567 et 1568, Martial de Loménie, seigneur de Versailles, fut emprisonné selon le "Lemouzi" de janvier 1910, organe mensuel de l’École Limousine Félibréenne" visible sur Gallica.bnf, à cause de ses sympathies envers les Bourbons, en particulier pour le futur Henri IV et de sa religion.

### L'époque moderne

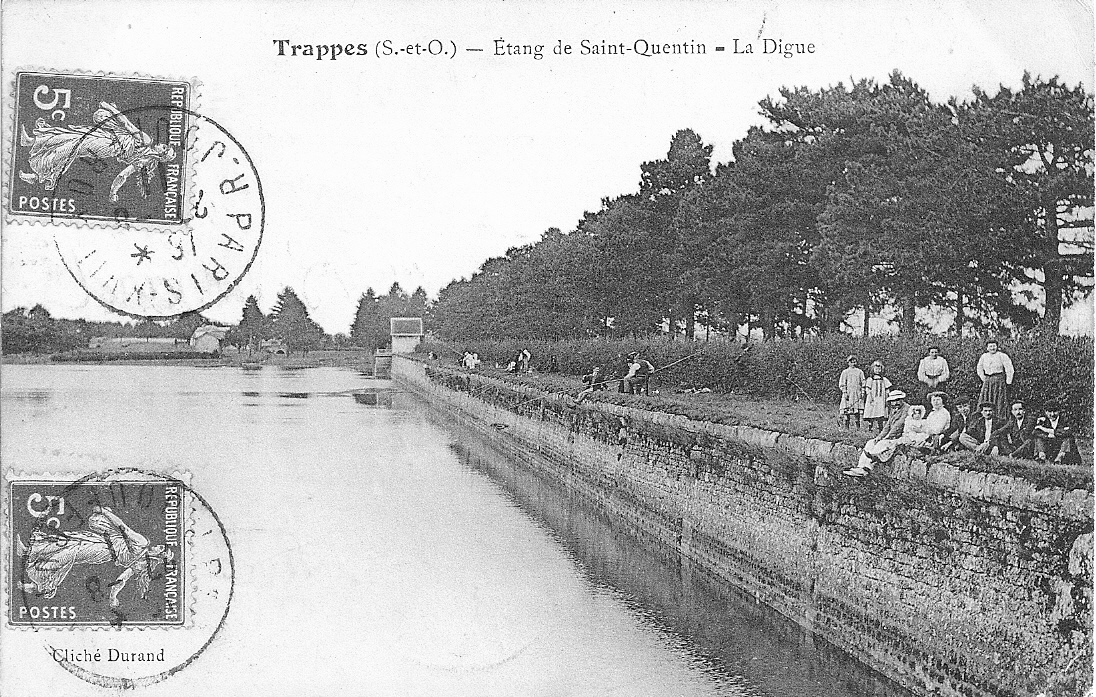
L'étang Saint-Quentin de Trappes en 1911.

Au XVIIe siècle, une portion du territoire de Trappes est rattachée au domaine du roi (Versailles). Le dispositif du système hydraulique destiné à alimenter les jeux d'eau du château de Versailles nécessite la création de rigoles, aqueducs et étangs, parmi eux, l’Étang de Trappes, qui a été creusé dans les années 1677 - 1678 dont la ville conserve le souvenir sur la base de loisirs et de plein air, l'étang porte, aujourd'hui, le nom d'Étang de Saint Quentin.

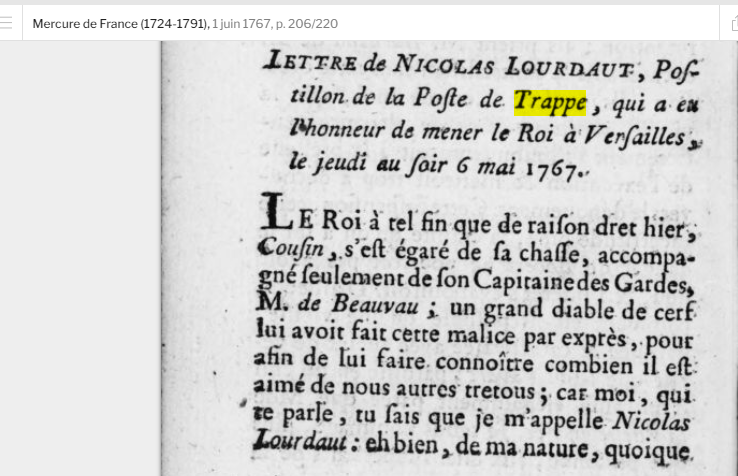
Extrait lettre du postillon de Trappes au Mercure de France 1767

De Louis XIV à Louis XVI, les rois prennent l'habitude de chasser sur les terres du Grand Parc de Versailles. Celui-ci s'étend en partie jusqu'à la Porte de Trappes. nous avons des témoignages de leur passage, notamment cet écrit de Nicolas Lourdaut, postillon de Trappes, publié dans le Mercure de France de juin 1767, qui a eu l'honneur de transporter Louis XV au château de Versailles, après qu'il se fut égaré sur le territoire.
Un dimanche de juillet de 1788, Louis XVI et son cortège revenant de Rambouillet sont pris sous un orage de grêle et furent obligés de se réfugier dans les hangars du village de Trappes.
La famille Dailly, originaire de Théméricourt aujourd'hui dans le Val d'Oise, commence son implantation à Trappes: Louis Dailly né le 30 août 1715, épouse Denise Valentin, Trappiste, il achète en 1757 la ferme de Montmort ainsi qu'une ferme à Pecqueuse, il est receveur de la ferme et seigneurie de Trappes dont les droits appartiennent aux Dames de Saint-Cyr. Père de Claude Gaspard Dailly qui lui succédera à l'exploitation de Trappes et de Denise Dailly qui épousera Thomas Pluchet.
Deux Dailly seront signataires du cahier de doléances le 12 avril 1789 (archives départementales). Gaspard Dailly est le père de Claude Gaspard Dailly, qui en épousant Sophie Lanchère, devient maître des Postes. il va s'installer à Paris puis Versailles mais va utiliser ses deux exploitations en complémentarité, ramenant, par exemple ses chevaux fatigués au domaine pour qu'ils se reposent aux champs. Il crée une féculerie de pommes de terre qui sera transformée en sucrerie à betteraves.
Lors de la vente des biens nationaux, Thomas Pluchet, laboureur à Saint Cyr (et auparavant à Bois d'Arcy) achète la ferme du château et la ferme de Vaugien que ses descendants exploiteront jusqu'en 1920. Thomas Pluchet et Denise Dailly, donnent le jour à Vincent Charlemagne Pluchet qui sera considéré comme l'ancêtre des Pluchet trappistes, le premier à s'installer à la ferme du château, après le décès accidentel de son père dans l'étang de St-Quentin qu'il a voulu traverser gelé en 1795. Ainsi les terres du plateau de Trappes restent entre les mains de gros propriétaires, aux côtés de plus petites fermes qui survivront encore quelques décennies. Mais ces grands fermiers vont acquérir une notoriété incomparable pendant tout le siècle tant qu niveau du développement de l'agriculture moderne qu'au niveau de la vie politique locale. La ferme Vaugien deviendra une ferme modèle au retentissement national.
À la mort de son père, en 1849, Adolphe Dailly, jusque-là principalement occupé par sa terre d'Étuf, prend la direction des fermes de Trappes et de Bois-d'Arcy, ainsi que de la poste aux chevaux de Paris et de plusieurs autres entreprises de transports.
En 1849, la construction de la ligne de chemin de fer et de la gare voyageurs transforment la vie de Trappes de manière durable[réf. nécessaire].

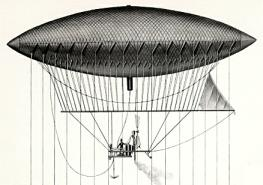
L'Aréostat, le dirigeable Giffard en 1852, lors d'un vol de démonstration entre Paris et Trappes.

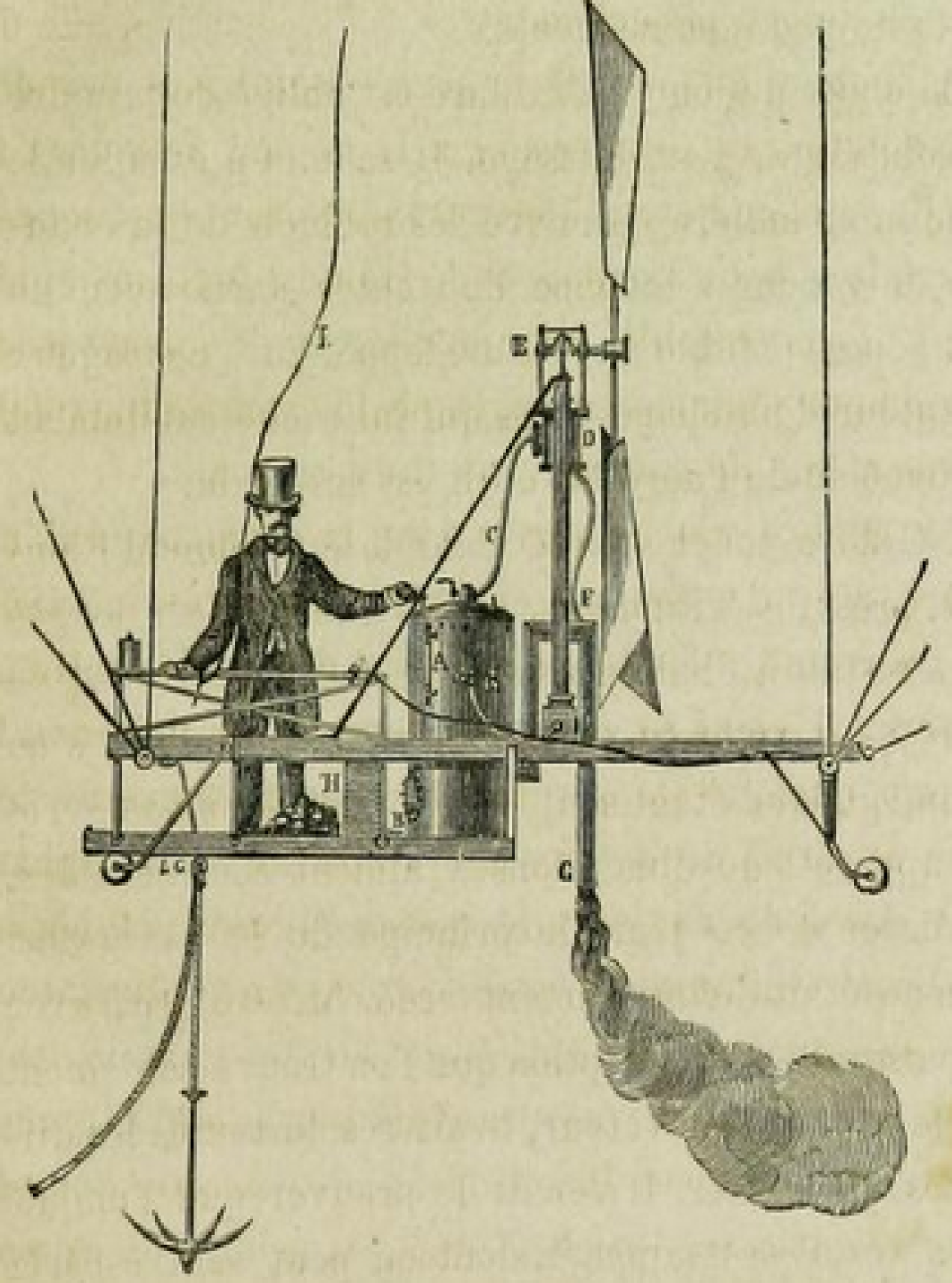
Machine à vapeur de l'aérostat.

Le 24 septembre 1852, Henri Giffard fait un vol de démonstration entre Paris et Trappes à la vitesse de 7 km/h dans le premier dirigeable à vapeur, ballon de 2 500 m3 qui utilise une petite machine à vapeur pour se propulser et atterrit sur le site, aujourd'hui, du quartier de l'aérostat.
Trappes se souvient de l’extraordinaire événement des lieux d’expériences de l’Exposition Universelle de Paris de 1855, avec la présence du prince Napoléon et un public nombreux (6 000 personnes selon un journal). Adolphe Dailly, Maître de la Poste aux Chevaux à Paris et propriétaire d’un des grands domaines trappistes, accepta que l’on fît les essais de machines agricoles de tous pays sur ses terres,,.
Lors de la Guerre franco-allemande de 1870, du 20 septembre 1870 au 11 mars 1871, Trappes est occupée par environ 1 400 hommes de troupe de l'armée prussienne, les officiers étant logés et nourris à la ferme du Château, le propriétaire, Émile Pluchet, maire de Trappes, y ayant été contraint.

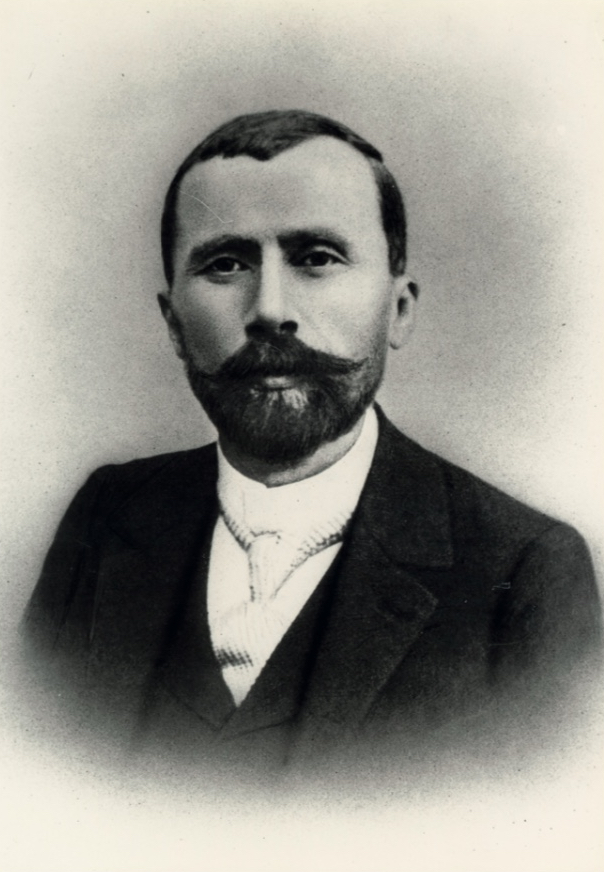
Léon Teisserenc de Bort créateur du centre météorologique.

Léon Teisserenc de Bort crée l'observatoire météorologique sur un terrain qu'il acheta à Trappes près de la gare. Il expérimenta les cerfs-volants, le ballon-sonde. Le 8 janvier 1899, à 6 h 37, il découvre la stratosphère avec les ballons-sondes, aidé  par le mécanicien Joffre, enfant de Trappes. La gestion de l'observatoire aérologique sera ensuite repris par l'État à la mort du savant à condition que l'on continue à y faire des expériences météorologiques, et devient celui de la Météorologie nationale en 1945, puis de Météo-France.

### XXesiècle
Au début du XXe siècle, Trappes est encore un village d'un millier d'habitants, dont l'activité principale est la culture de céréales, de betteraves et de légumes. Les métiers de la terre représentent cinq fois ceux du rail,.
La rue nationale, aujourd'hui rue Jean-Jaurès, est refaite en 1903 pour le passage de la course automobile Paris-Madrid.

#### Développement ferroviaire
La grande mutation se fait dès 1908, après le rachat par l'État de la Compagnie des chemins de fer de l'Ouest qui gère la ligne Paris-Brest (via Chartres et Rennes, ce fait est à l'origine de l'afflux massif de cheminot[Quoi ?]s dans les années 1920 lorsque l'importance de la gare de triage, construite en 1911, s'affirmera. En 1935, la construction du dépôt de locomotives et des travaux d'amélioration de la gare de triage fait de Trappes l'un des centres ferroviaires les plus importants de France avec l’arrivée d'une main d’œuvre d'origine francilienne et provinciale, essentiellement bretonne, Trappes devient une cité cheminote. Trappes est l’une des communes qui doit son développement au chemin de fer.

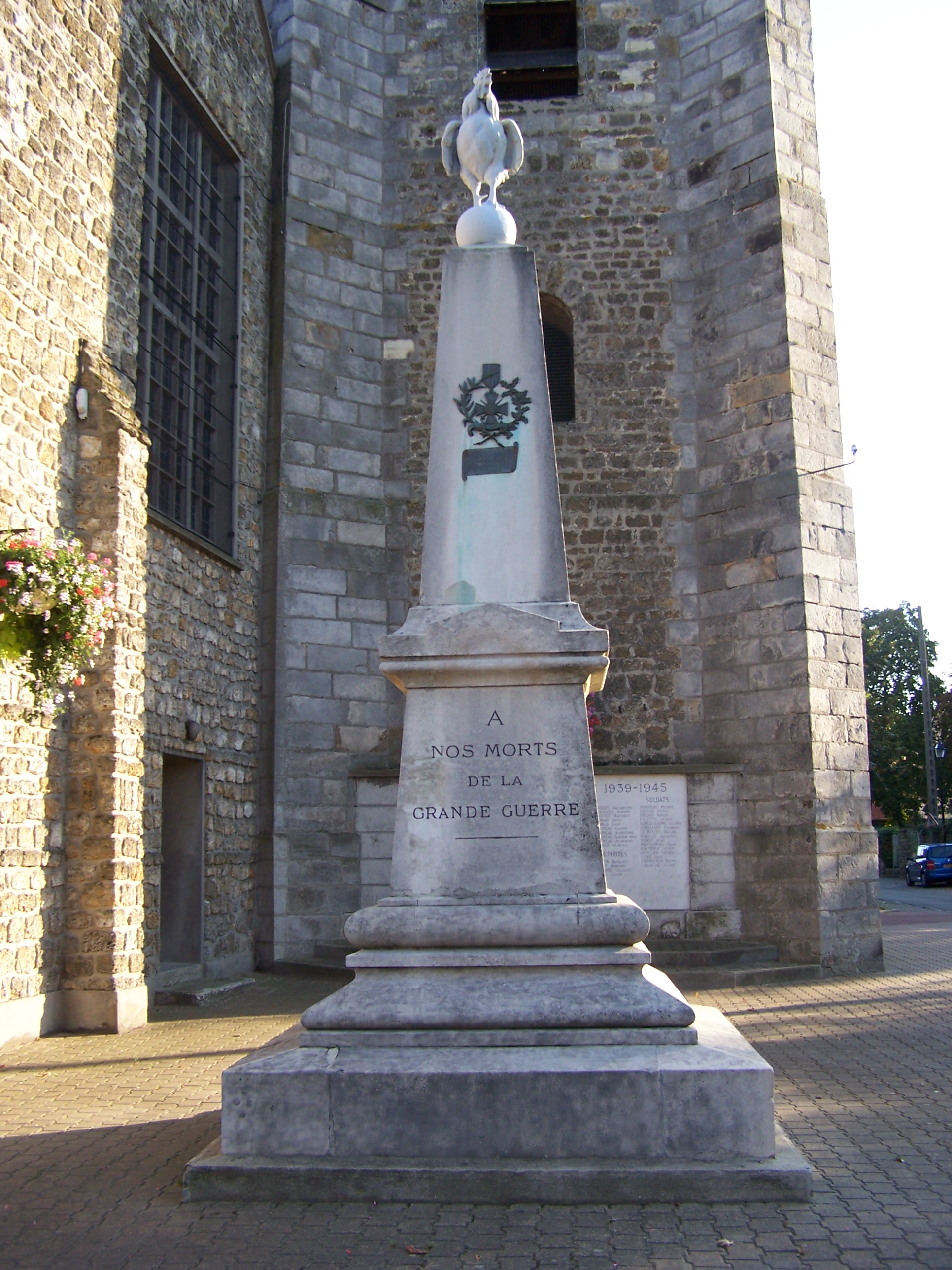
Le monument aux morts surmonté d'un coq, aujourd'hui au pied de l'église Saint-Georges.

#### Première Guerre mondiale
En 1914, à Trappes 64 hommes partent à la Première Guerre mondiale dès les premiers jours avec les conséquences que cela entraîne aux travaux des champs, à l'artisanat et au commerce.
En
1916, l'agriculture et les récoltes sont très touchées par les départs des appelés, malgré la participation massives des femmes, des enfants et des anciens. La gare de triage de Trappes connaît un développement rapide et devient une gare régulatrice d'évacuation. Une quarantaine de réfugiés provenant des régions envahies y travaille.
En 1921, le monument aux morts de la guerre 1914-1918 est inauguré, situé sur l'actuelle route nationale 10 à la jonction des rues Carnot et Montfort.

#### Entre deux guerres
Le 17 janvier 1929, le premier radiosondage météorologique au monde est effectué à Trappes, par le météorologiste Robert Bureau et le physicien Pierre Idrac[réf. nécessaire].
En 1932, la famille belge des Cuypers reprend l’exploitation de la ferme du château et produit des boîtes de petits pois appelées « Le Trappiste ». Les Cuypers diversifient les cultures et produisent notamment aussi des haricots.
Le 12 mai 1929, au soir du second tour des élections municipales, la liste du « bloc ouvriers et paysans » présentée par le Parti communiste français et conduite par Jean Fourcassa, cheminot et militant syndical de son état, obtient 12 élus contre 4 à celle du maire sortant.
Le 30 novembre 1938, une grève générale est menée contre la remise en cause des acquis du Front populaire. Bien que, globalement, ce mouvement soit un échec sur le plan national, ce n'est pas le cas à Trappes.
« Mais dans la mémoire collective, le passé ouvrier a éclipsé le passé agricole ».

### La seconde guerre mondiale, la résistance
Le 4 octobre 1939, le maire communiste Jean Fourcassa est destitué, arrêté. le 10 février 1940, Il sera interné au camp de Baillet, puis il sera transféré à l'Ile d'Yeu, à Saint-Angeau, à Saint-Paul d'Eyjeaux et déporté en Algérie. Mme Fourcassa est à son tour arrêtée en août 1942[réf. nécessaire].
La Kommandantur est installée dans une aile de la mairie[Information douteuse]. Les caves de l'ancienne école Jean Jaurès sont aménagées en abri et cellules. Les troupes allemandes occupent tout le domaine de la SNCF (triage, dépôt, ateliers...). les cheminots français doivent travailler pour l'ennemi[réf. nécessaire].
Le 30 septembre 1941, Robert Gravaud, menuisier, (futur maire de Trappes), Arsène Guilbert et Basile Levraud cheminots sont arrêtés pour distribution de tracts (homologués résistants sur les pages de Mémoire des Hommes). Ils seront internés à Aincourt, Voves, puis Pithiviers jusqu'à la fin de la guerre.
En mai 1942, le résistant Louis Cortot participe avec son groupe, l'OS (Organisation spéciale), au grenadage d’un convoi de Jeunesses hitlériennes à Trappes.
En 1942, trois hommes, sont suivis depuis la gare de Trappes et arrêtés à Paris dont Fernand Lecoq agent de liaison à qui on doit la mort d'un marin allemand en gare de Trappes et Paul Mandras, on ignore le nom du troisième qui s'est enfui à la gare Montparnasse; ils sont arrêtés à Paris le 26 novembre 1942, Fernand Lecoq sera déporté à Sachenhausen, Paul Mandras meurt déporté en Autriche à Gusen le 17 juin 1944.
Les sabotages qui ont eu lieu à Trappes le 7 mars 1944 sont époustouflants: déraillement de quatre wagons, voie obstruée pendant quatre heures, déraillement d'une machine et d'un wagon, 850 boyaux de freins crevés, trois locomotives déraillées, et trente autres sabotages divers[réf. nécessaire].
Dans le même temps des hommes, fuyant le S.T.O, rejoignent les maquis et y trouvent la mort: Pierre Bonneau, mort pour la France, réseau Amilcar, dans la Vienne le 3 juillet 1944. Albert Tessier, mort pour la France à Mont-près-Chambord, le 21 août 1944. Jean Archen, ingénieur SNCF, mort à Paris le 25 août 1944 en ayant voulu aider le convoi Leclerc près du Parc du Luxembourg.
Les cheminots travaillant à Trappes se sont distingués pour de faits de résistance. Les agents suivants sont morts en service : Louis Picard le 8 juin 1940, François Pain conducteur le 15 juin 1940, Yves Le Bris mécanicien de route,le 14 juin 1940, Maurice Troncin le 19 mai 1943, Vincent Larsonneau le 21 août 1943, René Manceau le 21 août 1943, Désiré Corbin le 24 août 1944 et Auguste Cosnard chef de canton le 6 mars 1944, retrouvé sous les décombres du passage souterrain de la gare, avec sa femme Célestine, garde barrière et leur fils de 9 ans Gérard, François Tanel le 25 mai 1944[réf. nécessaire].

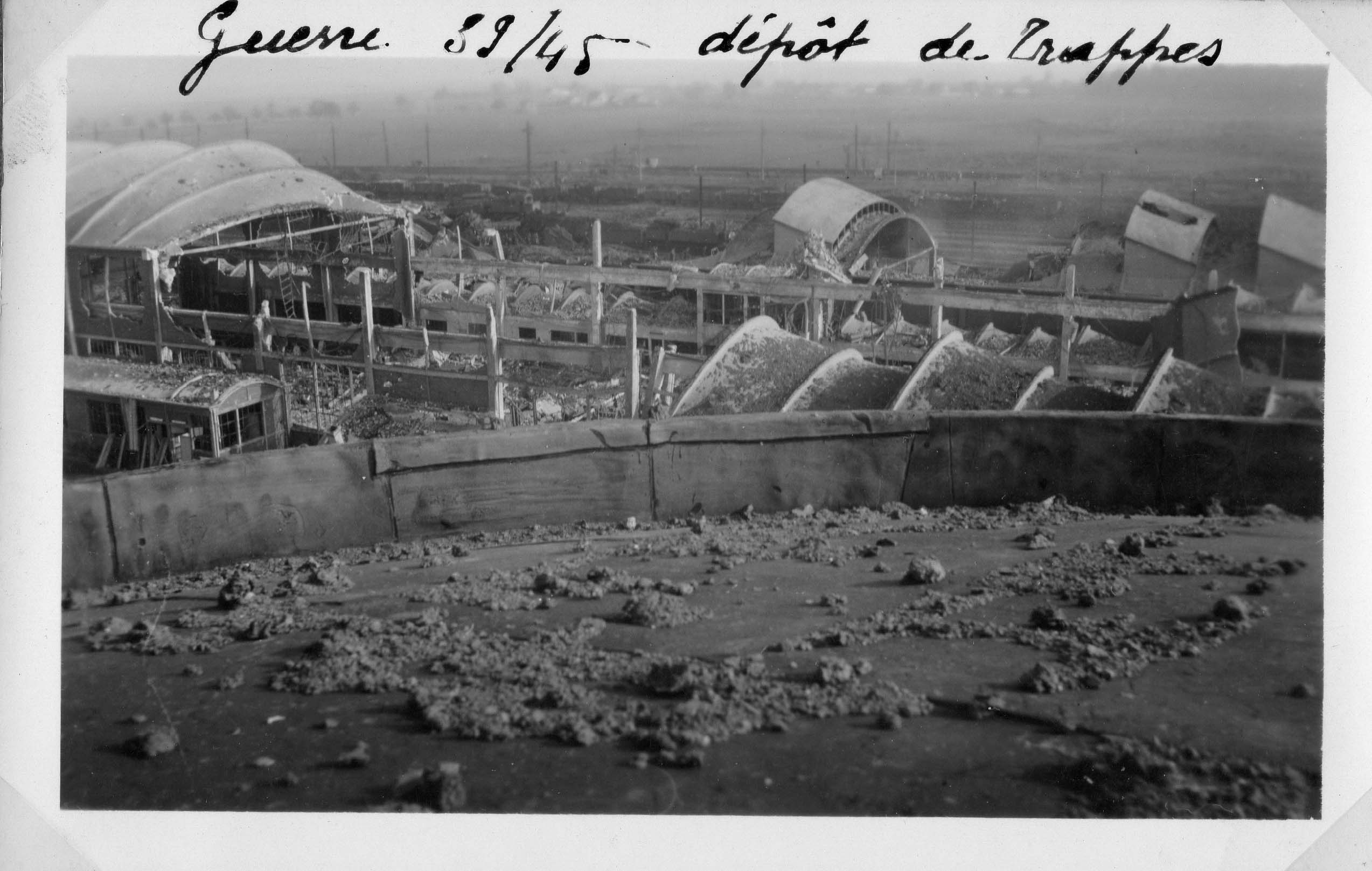
Bombardement du dépôt
le 6 mars 1944.

Lors de la Seconde Guerre mondiale, la ville est détruite à 71 % par les bombardements alliés visant les installations ferroviaires et font plus de 100 victimes. Le triste bilan de la guerre pour Trappes est de 12 soldats tués, 102 prisonniers de guerre, trois déportés morts dans les camps nazis, 20 prisonniers et déportés politiques, 98 victimes civiles (femmes, enfants, vieillards), 44 déportés du travail dont un mort, 243 maisons rasées, 582 maisons sinistrées. Bien peu de Trappistes ont été épargnés,.
Le 27 août 1944, en mairie de Trappes, le Comité Local de Libération est constitué par les organisations de résistance et est composé de Basile Levraud (parti communiste), Jean Jourdan (syndicat des cheminots), Paul Duport, Raphaël Chansac, Émile Domergue (parti socialiste), Madame Cotrel, Daniel Viger FTP, André Mogue Front National, Julien Eluard comité national de Résistance, Arsène Guilbert, Louis Morisset, Constant Gaspard, Émile Pagenelle, Louis Broutin, Henri Catinot.

### Les années 1970
À partir des années 1970, la commune connaît une forte immigration extra-européenne qui trouve domicile dans les grandes barres de HLM. Ils sont à l'époque considérés comme modernes et confortables, en comparaison des bidonvilles et des appartements parisiens exigus. Entre 1968 et 1975, la population immigrée à Trappes progresse de 325 %.
Une grande partie des Français et des immigrés portugais et italiens quittent la ville.

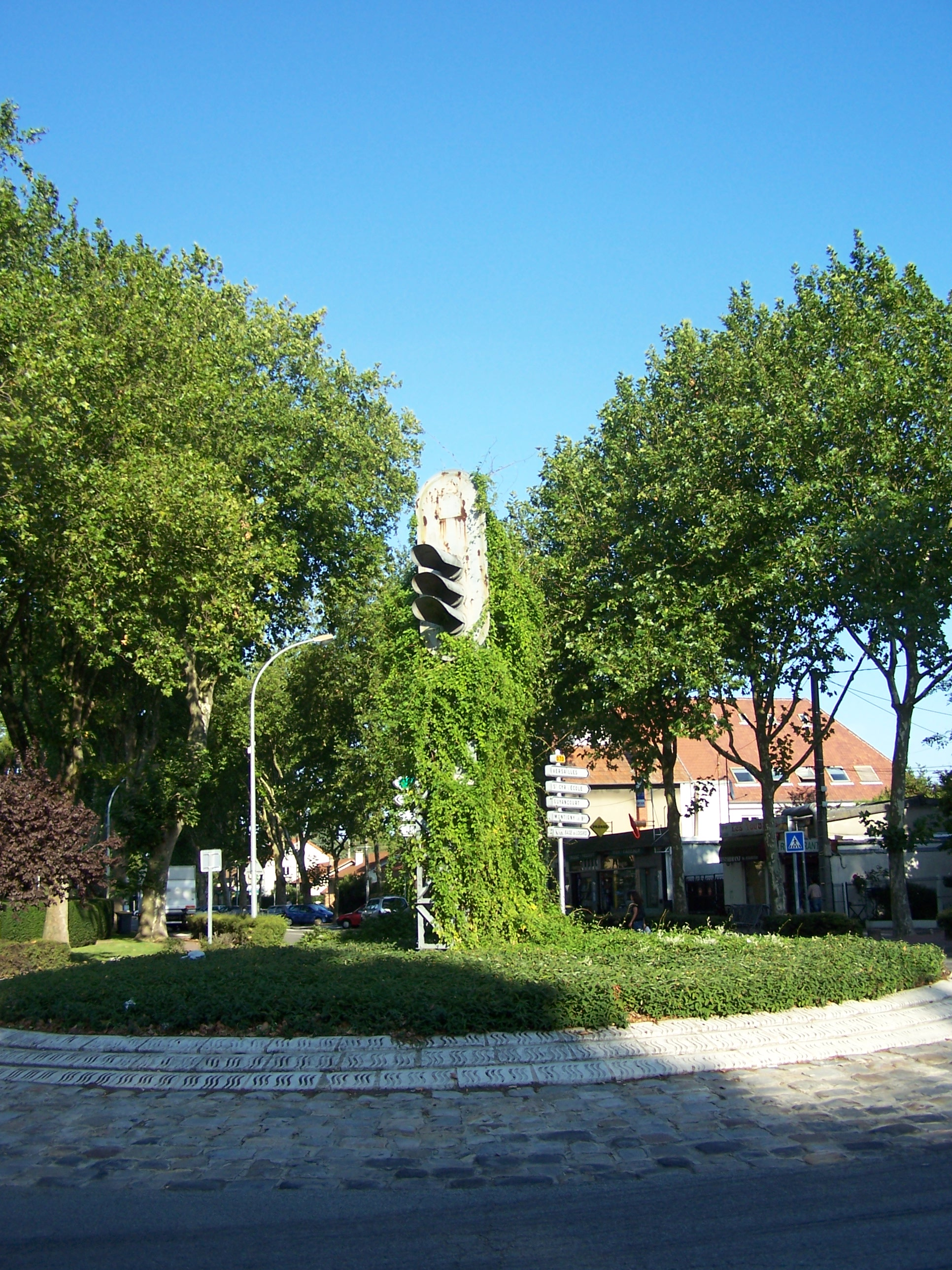
Le rond-point du sémaphore (signalisation ferroviaire), symbole d'un passé voué à l'activité ferroviaire.

Le 6 octobre 1984, une rame TGV est baptisée du nom de la ville de Trappes et en 1985, un sémaphore est installé sur le rond-point de la Fourche, qui marque une entrée de la ville et qui se trouve à quelques pas de la gare et de l'ancien dépôt ferroviaire, en hommage à la relation particulière que la ville entretient avec son histoire et le chemin de fer.
Dès la création de la « politique de la ville », en 1989, Trappes se porte volontaire et engage des actions et négociations pour la signature d'un contrat de ville et en sera bénéficiaire par un grand plan de rénovation urbaine, la plupart des cités HLM sont réhabilitées au moins une fois, alors que la construction des équipements publics se termine (école de musique, centre de loisirs, stade Guimier).

#### Incendie de la synagogue
En 2000, la synagogue de la ville brûle. Bien que, selon l'enquête, l'incendie n'ait pas été causé par un acte antisémite,, la journaliste Raphaëlle Bacqué, qui a rédigé avec Ariane Chemin un ouvrage consacré à la commune de Trappes, rapporte que « Les Juifs ont presque tous quitté Trappes après l’incendie ».
En 2018, les confidences d'un rappeur remettent en selle la thèse de l'attentat antisémite. Néanmoins, les premières enquêtes ont pointé qu’il s’agissait vraisemblablement d’un gardien alcoolisé d’un HLM qui aurait accidentellement jeté un mégot de cigarette autour de la synagogue.

### XXIesiècle
Le 16 janvier 2006, a lieu la signature de la convention de rénovation urbaine avec l’Agence nationale pour la rénovation urbaine (ANRU).

### Islamisme
Depuis les années 2000, la commune est régulièrement pointée du doigt sur l'islamisme radical et le djihadisme.
Selon le chercheur et islamologue Romain Caillet, la ville est considérée comme « l’un des bastions du djihadisme en France » et comporte le « plus grand nombre de sympathisants des mouvements djihadistes ». En outre, elle détiendrait le record européen de départs au djihad. Le sociologue Elyamine Settoul estime pour sa part que l'affirmation souvent reprise dans les médias selon laquelle Trappes serait « la première ville fournisseuse de djihadistes à l'État islamique » est fausse : « C'est pas Trappes, c'est Nice, avec 150 djihadistes ».
Ariane Chemin et Raphaëlle Bacqué évoquent dans leur ouvrage La Communauté, « une forme de déni de la municipalité vis-à-vis de l'islam radical ».
Selon Alain Marsaud, ancien juge antiterroriste et député Les Républicains, cité par Valeurs actuelles, la ville est de facto gouvernée par des salafistes. Le port de vêtements traditionnels musulmans, pour les hommes comme pour les femmes, y est fréquent. En juillet 2013, l'interpellation d'une femme intégralement voilée provoque d'importantes émeutes devant le commissariat de la ville,.
Une enquête de France Inter rapporte qu'entre 60 et 80 habitants de Trappes auraient participé aux combats en Syrie dans les rangs de l'État islamique,. Parmi ces djihadistes, 11 sont morts en Syrie selon un rapport gouvernemental de 2016. Selon Hugo Micheron, 85 personnes sont parties en Syrie ou en Irak entre 2012 et 2018.
Menaces et procès
En février 2021, quelques semaines après l’assassinat de Samuel Paty, le professeur de philosophie Didier Lemaire, victime de menaces, est placé sous protection policière. Son apparition dans les médias déclenche à nouveau des débats au niveau national concernant la progression du communautarisme dans la ville,.
Le maire de Trappes, Ali Rabeh, l’ayant accusé d’islamophobie le poursuit en diffamation, Didier Lemaire explique avoir défendu la laïcité et voulu alerter sur l’islamisme. Le 18 septembre 2024, il est relaxé devant le Tribunal judiciaire de Paris, et maintient son constat : « Il s’agissait dans ce procès de me faire passer pour un mythomane et de ne pas reconnaître qu’au fond, Trappes est un territoire conquis par l’islamisme… Ce que j’ai observé pendant vingt ans de vie professionnelle. »

## Politique et administration

### Découpage territorial

#### Commune et intercommunalités
Antérieurement à la loi du 10 juillet 1964, la commune faisait partie du département de Seine-et-Oise. La réorganisation de la région parisienne en 1964 fit que la commune appartient désormais au département des Yvelines et à son arrondissement de Versailles, après un transfert administratif effectif au 1er janvier 1968.
Dans le cadre du premier Schéma directeur d’aménagement et d’urbanisme de la région parisienne (SDAURP), l’État décide la création d'une ville nouvelle dénommée Saint-Quentin en Yvelines, créée en 1972.
Son aménagement est confié à l'Établissement public d’aménagement de Saint-Quentin-en-Yvelines (EPASQY), puis, en 1972, au Syndicat communautaire d’aménagement de l’agglomération nouvelle (SCAAN) et enfin, en 1984, Syndicat d'agglomération nouvelle (SAN). Sa mission étant achevée, il se transforme en communauté d'agglomération le 1er janvier 2004, la communauté d'agglomération de Saint-Quentin-en-Yvelines, dont la commune est toujours membre.
La communauté d'agglomération gère notamment le développement économique, le Plan local de déplacements, le programme local de l'habitat, la politique de la ville et des équipements d'intérêt communautaire comme le théâtre de Saint Quentin en Yvelines ou le réseau des médiathèques. Elle gère aussi les grosses infrastructures : voirie, réseaux et espaces verts...
Trappes est par ailleurs l'une des 49 communes concernées par l'opération d'intérêt national Paris-Saclay, procédure d'État animée par l’Établissement public d'aménagement Paris-Saclay dont l'objectif est de mettre en place un projet d’aménagement adossé à un projet scientifique pour le développement équilibré de ce territoire dans les prochaines décennies.

#### Circonscriptions administratives
La commune était le chef-lieu du canton de Trappes. Dans le cadre du redécoupage cantonal de 2014 en France, cette circonscription administrative territoriale a disparu, et le canton n'est plus qu'une circonscription électorale.

#### Circonscriptions électorales
Pour les élections départementales, la commune est depuis 2014 le bureau centralisateur d'un nouveau canton de Trappes
Pour l'élection des députés, elle fait partie de la Onzième circonscription des Yvelines.

### Élections municipales et communautaires

#### Élections les plus récentes
Entre la Révolution et le début du XXe siècle, la mairie est dirigée par les plus gros fermiers de la ville, en particulier les Pluchet qui vivent dans la commune et y soutiennent fermement l'Eglise de France, sous tous les régimes politiques que la France traverse alors, et avec de courtes périodes d'alternance, avec les mandats de Lahausse d'Issy ou de Léon Hennet.
En 1929, avec la municipalité devient communiste avec Jean Fourcassa et ne cessera de l'être (hormis la période de l'Ocuppation) jusqu'à l'élection de la liste de Guy Malandain en 2001 qui se présentait alors sur une liste socialiste
Lors du premier tour des élections municipales en 2008, la liste menée par le maire sortant Guy Malandain, membre du parti socialiste obtient la majorité absolue des suffrages exprimés, avec 54,7 % des voix des Trappistes, lors d'un scrutin où 53,28 % des électeurs se sont abstenus.
Lors du second tour des élections municipales de 2014, la liste soutenue par PS menée par le maire sortant Guy Malandain obtient la majorité absolue des suffrages exprimés, avec 2 959 voix (50, 96 %, 27 conseillers municipaux élus dont 8 communautaires), devançant largement les listes menées respectivement par :
- Othman Nasrou (DVD, 1 773 voix, 30,53 %, 5 conseillers municipaux élus dont 1 communautaire) ;
- Luc Miserey (PCF, 1 074 voix, 18,49 %, 3 conseillers municipaux élus dont 1 communautaire) ;

lors d'un scrutin où 55,56 % des électeurs se sont abstenus
Lors du second tour des élections municipales de 2020, la liste G·s - EÉLV - PCF menée par Ali Rabeh —  à laquelle s'est ralliée celle sans étiquette menée au premier tour par Bakou Keita — obtient la majorité des suffrages, avec 2 023 voix (40,40 %, 28 conseillers municipaux élus dont 8 communautaires), devançant celles menées respectivement par, :
- Othman Nasrou (LR - MoDem - SL, 37,18 %, 7 conseillers  élus dont 2 communautaires) ;
- Guy Malandain, maire sortant (DVG - PS - LREM - PRG, 1 222 voix, 22,40 %, 4 conseillers municipaux élus dont 1 communautaire) ;

lors d'un scrutin marqué par la pandémie de Covid-19 en France où 61,75 % des électeurs se sont abstenus
Saisi par la liste d'opposition Engagement Trappes Citoyens, le tribunal administratif de Versailles a annulé ces élections en février 2021, jugeant que la campagne de la liste menée par Ali Rabeh avait été irrégulière,. Saisi en appel, le Conseil d’État a rejeté le recours d'Ali Rabeh (GE) et a annulé l'élection municipale de 2020, sans pour autant déclarer inéligible le maire invalidé.
Après une campagne électorale très polémique, la liste menée par le maire invalidé Ali Rabeh obtient le 10 octobre 2021 la majorité absolue des suffrages exprimés, dès le premier tour de ces élections municipales partielles, avec 3 384 voix (58,36 %), devançant largement la liste menée par Othman Nasrou, proche de Valérie Pécresse (Libres !) et qui bénéficiait du soutien de Guy Malandain, ancien maire ex PS de la ville jusqu'en 2020, qui a recueilli 2 023 voix (34,89 %). 

Deux autres listes étaient en présence : celle de Luc Miserey (DVG, 302 voix, 5,21 %) et Patrick Planque (LO, 89 voix, 1,59 %)

Lors de ce scrutin, qui a plus mobilisé les électeurs que celle de 2020, 58,41% des électeurs se sont abstenus,. Le président par intérim du Rassemblement national Jordan Bardella veut lire dans ce soutien populaire les signes de « la mainmise de l’islamisme sur la ville de Trappes  » et demande la révocation du conseil municipal ainsi que la mise sous tutelle de la ville par le gouvernement, ce qui n'est pas prévu par le droit français.
Le perdant de ces élections, Othman Nasrou, qui avait pourtant reconnu la victoire de la liste d'Ali Rabeh le soir du 10 octobre 2021, les a à nouveau contestées devant le tribunal administratif et demandé l'inéligibilité du maire réélu, alléguant notamment qu’après l’invalidation de sa première élection, il aurait continué à gérer en sous-main la ville et à mettre la machine municipale au profit de sa nouvelle candidature. Cette demande est rejetée par le tribunal administratif le 12 avril 2022.

### Liste des maires
| Période       | Période                       | Identité          | Étiquette | Qualité |
| ------------- | ----------------------------- | ----------------- | --------- | --- |
| 1944          | 1953                          | Jean Fourcassa    | PCF       | Cheminot |
| 1953          | 1966                          | Robert Gravaud    | PCF       | menuisier Syndicaliste |
| 1966          | 1996                          | Bernard Hugo      | PCF       | Professeur, Sénateur des Yvelines (1977 → 1986) Conseiller général de Trappes (1973 → 1979)                                |
| 1996          | mars 2001                     | Jacques Monquaut, | PCF       | Informaticien Maire de Bois-d'Arcy (1977 → 1983)                                                                           |
| mars 2001     | juillet 2020                  | Guy Malandain     | PS        | ingénieur en génie civil, Député des Yvelines (1981 → 1993 et 2000 → 2002) Conseiller général de Rambouillet (1976 → 1982) |
| juillet 2020, | En cours (au 14 octobre 2021) | Ali Rabeh         | G.s       | Ancien collaborateur de Benoit Hamon Vice-président de la CA Saint-Quentin-en-Yvelines (2020 → 2021)                       |

### Autres élections
Lors de l'élection présidentielle de 2022, les électeurs de la commune se sont exprimés à 74,10 % pour Emmanuel Macron et à 25,90 % pour Marine Le Pen, puis aux élections européennes du 9 juin 2024 à 54,45 % pour la liste « La France insoumise - Union populaire ».

### Distinctions et labels
- Trappes a obtenu, en 2011, le 1er prix du concours départemental des villes et villages fleuris ainsi que le prix spécial « Coup de cœur » du jury.

### Politique de développement durable
- La ville compte 925 hectares[Quand ?] d’espaces verts publics, soit 298 m2 par habitant.
- En 2009 la ville a généralisé la collecte sélective des déchets à l'ensemble du territoire communal.
- Des pistes cyclables existent avenue Paul-Vaillant-Couturier et avenue Martin-Luther-King avec un chemin piétonnier[Quand ?].

### Jumelages
- Kopřivnice (Tchéquie)
- Congleton (Grande-Bretagne)
- Castiglione del Lago (Italie)
- Podor (Sénégal)
- Thilogne (Sénégal)

## Équipements et services publics

### Enseignement
Trappes est située dans l'académie de Versailles.
- La première école est installée aux environs de 1583 avec un vicaire comme instituteur[161].
- Le premier maître d'école s'appelait Guillaume Le Pérollais[162].
- Le premier maître d'école laïc, en 1627 s'appelait Adrien de Maubuisson[162].
- La première maîtresse d'école laïque, fait rare en France, en 1704, s'appelait Marguerite Rhémy[162]. Elle meurt trois ans plus tard ; il faudra attendre près de deux siècles pour retrouver une femme à cette fonction.
- La ville de Trappes (468 habitants en 1709) avait la réputation d'être l'une des plus instruites de la région[163].
- Le 5 octobre 1968, le poète Louis Aragon inaugure l'école qui porte son nom.
- Le 3 septembre 2012, le président de la République française, François Hollande, est en visite au collège Youri Gagarine à l'occasion de la pré-rentrée des enseignants, où il tient un discours sur l'éducation. Accompagné entre autres du ministre de l'Éducation nationale Vincent Peillon, il vient « féliciter » et « encourager » les professeurs[164].

#### Établissements scolaires
En 2018, la ville administre vingt et une écoles maternelles et quinze écoles élémentaires communales.
En 2009, le département gère trois collèges :
- Gustave-Courbet[166] ;
- Le Village[167] ;
- Youri Gagarine[168].

La région Île-de-France gère en 2015 trois lycées :
- le LP Henri-Matisse (lycée des métiers de l'aide à la personne, plate-forme petite enfance)[169] ;
- le LEPI Louis-Blériot (métiers de l'industrie, et des services aux personnes, aux collectivités et aux entreprises)[170] ;
- le lycée Plaine-de-Neauphle[171], 1er lycée (sur 53) de la région Île-de-France au « Palmarès des lycées Le Parisien 2015 »[32].

#### Enseignement supérieur
Deux établissements d'enseignement supérieur sont installés à Trappes[réf. nécessaire] :
- l'Institut international de l'image et du son[172],
- l'Institut supérieur de l'environnement.

### Santé
Trappes dispose en 2014 d'un hôpital privé (l'Hôpital privé de l'Ouest Parisien, établissement du groupe Ramsay Générale de santé), de plusieurs centres médicaux et d'une maison médicale.

### Justice, sécurité, secours et défense
Trappes dispose d'une Maison de Justice et du Droit.
Certains quartiers de Trappes (comme Les Merisiers) sont classés depuis 2013 en zone de sécurité prioritaire, avec renforcement des effectifs de la police nationale, ceux-ci souffrant « plus
que d’autres d’une insécurité quotidienne et d’une délinquance enracinée ».

## Population et société

### Démographie

#### Évolution démographique
L'évolution du nombre d'habitants est connue à travers les recensements de la population effectués dans la commune depuis 1793. Pour les communes de plus de 10 000 habitants les recensements ont lieu chaque année à la suite d'une enquête par sondage auprès d'un échantillon d'adresses représentant 8 % de leurs logements, contrairement aux autres communes qui ont un recensement réel tous les cinq ans,.

En 2022, la commune comptait 34 276 habitants, en évolution de +4,89 % par rapport à 2016 (Yvelines : +2,72 %, France hors Mayotte : +2,11 %).
| 1793 | 1800 | 1806 | 1821 | 1831 | 1836 | 1841 | 1846 | 1851 |
| ---- | ---- | ---- | ---- | ---- | ---- | ---- | ---- | ---- |
| 561  | 616  | 584  | 638  | 718  | 739  | 799  | 809  | 910  |

| 1856 | 1861 | 1866 | 1872 | 1876 | 1881 | 1886  | 1891 | 1896  |
| ---- | ---- | ---- | ---- | ---- | ---- | ----- | ---- | ----- |
| 830  | 774  | 812  | 918  | 976  | 986  | 1 069 | 965  | 1 086 |

| 1901  | 1906  | 1911  | 1921  | 1926  | 1931  | 1936  | 1946  | 1954  |
| ----- | ----- | ----- | ----- | ----- | ----- | ----- | ----- | ----- |
| 1 114 | 1 096 | 1 270 | 1 352 | 1 641 | 2 604 | 3 419 | 3 216 | 4 885 |

| 1962  | 1968   | 1975   | 1982   | 1990   | 1999   | 2006   | 2011   | 2016   |
| ----- | ------ | ------ | ------ | ------ | ------ | ------ | ------ | ------ |
| 9 643 | 16 799 | 22 895 | 29 763 | 30 878 | 28 812 | 29 529 | 29 563 | 32 679 |

| 2021   | 2022   | - | - | - | - | - | - | - |
| ------ | ------ | - | - | - | - | - | - | - |
| 33 717 | 34 276 | - | - | - | - | - | - | - |

#### Pyramide des âges
La population de la commune est relativement jeune.
En 2018, le taux de personnes d'un âge inférieur à 30 ans s'élève à 46,8 %, soit au-dessus de la moyenne départementale (38,0 %). À l'inverse, le taux de personnes d'âge supérieur à 60 ans est de 14,5 % la même année, alors qu'il est de 21,7 % au niveau départemental.
En 2018, la commune comptait 15 937 hommes pour 16 183 femmes, soit un taux de 50,38 % de femmes, légèrement inférieur au taux départemental (51,32 %).
Les pyramides des âges de la commune et du département s'établissent comme suit.
| Hommes | Classe d’âge | Femmes |
| ------ | ------------ | ------ |
| 0,2    | 90 ou +      | 0,3    |
| 3,4    | 75-89 ans    | 3,5    |
| 10,3   | 60-74 ans    | 11,3   |
| 17,8   | 45-59 ans    | 15,9   |
| 21,5   | 30-44 ans    | 22,1   |
| 20,5   | 15-29 ans    | 20,7   |
| 26,3   | 0-14 ans     | 26,2   |

| Hommes | Classe d’âge | Femmes |
| ------ | ------------ | ------ |
| 0,6    | 90 ou +      | 1,4    |
| 6      | 75-89 ans    | 7,8    |
| 13,5   | 60-74 ans    | 14,8   |
| 20,7   | 45-59 ans    | 20,1   |
| 19,6   | 30-44 ans    | 19,9   |
| 18,5   | 15-29 ans    | 16,8   |
| 21,2   | 0-14 ans     | 19,2   |

#### Immigration
Lors du recensement général de la population 2018, l'Insee évaluait à 9 503 personnes le nombre d'immigrés habitant à Trappes (c'est-à-dire, au sens du recensement, des personnes se déclarant nées étrangères à l'étranger, et résidant en France) sur un total de 32 120 habitants soit 29,6 % de sa population.

### Politique culturelle
Adopté par le conseil municipal, en mars 2005, le projet de développement culturel de la commune est un document qui définit et retrace en premier lieu, l'histoire des équipements et des interventions culturels, fait des constats, souligne les enjeux et définit des propositions. Le projet de développement culturel acte la nécessité de rendre accessible au plus grand nombre, aussi bien l'art et la culture que l'expression artistique et culturelle personnelle, de garantir l'ouverture aux autres, de promouvoir les valeurs de la laïcité. Pour ce faire, il préconise de s'appuyer sur des partenariats sélectifs avec les associations, sur les grands rendez-vous festifs, sur le fonctionnement en réseau et, bien sûr, sur les grands équipements culturels de la ville de Trappes.
Depuis plus de soixante ans, la commune a développé des politiques culturelles tant au niveau municipal qu'au niveau associatif :
- en 1947, Lauzeray, un garagiste, et Bouillet, un receveur des contributions indirectes, créent la compagnie artistique : « Arts et Loisirs ». Elle est présidée en 1952 par Mme Marthe Burgard. Il en émergera un orchestre de musique classique fondé par le météorologue Jean Goudron. Ce dernier, dans les années 1960 et années 1970, se défoulera par ailleurs dans les fêtes publiques et dans l'émission de télévision, « La Lorgnette » de Jacques Martin, le 12 mars 1978, avec ses « Bigophones Gaulois » en goguettes ;
- le patronage laïque est créé en 1953, puis à l'initiative de Bernard Hugo, en 1954 est fondé le foyer Laïque municipal et la mise en place d'une bibliothèque publique, dans des baraquements de l'après-guerre[réf. nécessaire] ;
- le « Club des Jeunes du Champ aux Pauvres » créé par le Foyer laïque municipal, dirigé quelque temps, à partir de 1966 par Henri Bagno (1927-2010) qui s'est ensuite occupé des animations de la ville jusqu'à sa retraite ;
- dans les années 1960, Michel Decaix (1934-1987), chef décorateur, peintre et homme de théâtre crée la troupe théâtrale « Les Coquillards », il dirige et accueille, avec des professionnels du spectacle, les premiers talents de comédiens ;
- en 1968 est créé le « Festival pour la paix et l'Amitié entre les Peuples », dont le point fort est la cavalcade avec le défilé des associations locales, des chars, des fanfares ;
- on se souvient aussi des concerts organisés dans l'ancienne salle des fêtes, à côté de l'ancien marché couvert, près de l'ancienne mairie, ou sous un chapiteau ayant accueilli Jean Ferrat, Hugues Auffray, Leny Escudero, des groupes de rock célèbres, Martin Circus ;
- en 1969, création de l’école municipale de Musique et de Danse de Trappes. Ses partenaires privilégiés sont les Solistes de la Villedieu, l’Orchestre Prométhée dirigé par Pierre-Michel Durand, la Compagnie Black Blanc Beur[réf. nécessaire] ;
- début 1970, une chorale municipale voit le jour avec un répertoire varié[réf. nécessaire] ;
- des passages de la troupe de théâtre, les Tréteaux de France ;
- les années 1970 et 80 ont vu se développer les forums du Livre qui accueillaient un nombreux public[réf. nécessaire] ;
- le Cercle celtique Seiz Avel, du fait de la présence d'une population bretonne importante, dans l'euphorie de la renaissance des cultures régionales, voit le jour en 1972 ;
- au début des années 1980, le Grenier à Sel[16], qui avait longtemps accueilli le cinéma Normandie rouvre ses portes avec un équipement moderne et devient le cinéma Jean-Renoir, labellisé « art et essai ». On peut y découvrir des exclusivités, des reprises, des rétrospectives, des débats y sont organisées aussi des rencontres avec des réalisateurs, des comédiens[réf. nécessaire] ;
- l'association Regard Paroles, en 1983, développera le goût de la poésie et de la peinture, notamment avec l'aide du peintre Marc Giai-Miniet ;
- le service municipal « Mémoire de Trappes » est conçu en 1989 par M. Raymond Blanc pour la conservation du patrimoine de la ville ;
- en 1989, le futur chanteur Sanseverino, Frédéric Jeandupeux (surnommé Jeanpeuxplus) et Alain Degois, dit « Papy », futur directeur de la compagnie d'improvisation théâtrale Déclic Théâtre de Trappes, créent ensemble la troupe les Frères Tamouille[180] ;
- le Cercle celtique Seiz Avel crée son « Fest-noz de Printemps » en 1996. Les fest-noz ont été retenus pour représenter à l'UNESCO le patrimoine culturel immatériel breton, ils réunissent un ensemble d'éléments de la culture bretonne : le répertoire chanté, la pratique instrumentale, les danses et une dimension sociale liée à une convivialité partagée entre générations ;
- à la fin des années 1990, est créé l'atelier d'arts plastiques « Henri-Matisse » qui propose, animés par des professeurs/artistes, des cours d’initiation et de spécialisation de dessin, de peinture, de modelage et de sculpture et la galerie « Le Corbusier » qui propose des saisons d’expositions qui présentent aux visiteurs, le travail d’artistes professionnels : peintres, sculpteurs, photographes. Régulièrement, des rendez-vous permettent également de découvrir des travaux d’amateurs, réalisés dans le cadre des ateliers d’arts plastiques. Cette galerie a fermé, les locaux sont occupés par le service jeunesse. Les expositions ont lieu dans divers équipements de la ville: Hôtel de Ville, Conservatoire, La Merise...
- depuis 2004 l’Atelier Ville, situé rue Jean-Jaurès, dans un ancien bâtiment du XVIIIe siècle, entièrement restauré par la municipalité, s’attache à faire découvrir la commune dans toutes ses dimensions : géographique, historique, urbanistique, au moyen d’un ensemble de séances pédagogiques ouvertes aux petits et aux grands. Il s’adresse tout particulièrement aux groupes accompagnés (écoles, associations).Il est animé par des passionnés. Une historienne et des architectes accompagnent les groupes scolaires dans un voyage à travers le temps et l’espace. Avec une approche historique avec une maquette de la Ville, sur laquelle les époques se succèdent, un parcours d’environ 30 minutes, en ville, fait voyager les petits écoliers à travers le temps. Ils découvrent, chemin faisant, la situation géographique de la ville à l’époque médiévale, l’histoire du château de Trappes, les fonctions des bâtiments anciens comme « le Grenier à Sel » ; ou encore l’histoire de la ville lors des guerres mondiales ;
- depuis de nombreuses années, les Conteurs et Conteuses de Trappes proposent des interventions dans les crèches, les établissements scolaires et se produit régulièrement devant un public plus large à l’occasion de manifestations ponctuelles (fête du conte…). En complément, et pour élargir leur savoir-faire, les conteurs bénéficient de formations animées par des professionnels du spectacle vivant ;
- les artistes peintres de Trappes : Claude Erker, Laurent Paugam, Albert Titus et Pierre Cholet. Ils ont en commun de traiter le paysage de Saint-Quentin-en-Yvelines, la butte de la Revanche, les étangs de la Minière. Leur pratique de la peinture met en avant des lumières et des impressions colorées, imprégnées par la tradition et la modernité. Ils s'inscrivent dans la lignée des grands paysagistes français ;
- courant 2006, création du groupe rock « Kalisté » par Fabrice Le Maguet et Cédric Trolet ;
- début 2011, création de la maîtrise de Trappes[réf. nécessaire] ;
- des procédures de demande de classement au patrimoine sont soutenues par les municipalités successives, comme celle des Dents de Scie, actuellement celle des bâtiments historiques du patrimoine de Météo-France, les bâtiments SNCF de l'ancien dépôt de locomotives érigé en 1935 avec leur solide charpente de béton armé au remplissage de briques rouges, qui est particulièrement typique des constructions industrielles de la première moitié du XXe siècle et la ferme du château : ancienne ferme[181] implantée sur les ruines d'un château édifié au cours du XIIe ou XIIIe siècle, qui pourrait héberger le musée de la ville ;
- ces traditions locales de culture se perpétuent de nos jours avec des expositions temporaires, le soutien aux associations culturelles ;
- la Régie municipale culturelle, gère le cinéma, le Grenier à Sel et la salle de spectacle de la Merise et leur programmation ;
- la CASQY (Communauté d'agglomération de Saint-Quentin-en-Yvelines) a repris en charge une partie des actions culturelles ayant un rayonnement intercommunal.

### Manifestations culturelles et festivités
- En mars : Fest-Noz de printemps[182], organisé par le Cercle Celtique « Seiz Avel ». Les fest-noz ont été retenus pour représenter à l'UNESCO le patrimoine culturel immatériel breton, ils réunissent un ensemble d'éléments de la culture bretonne : le répertoire chanté, la pratique instrumentale, les danses et une dimension sociale liée à une convivialité partagée entre générations.
- En juin : Le festival Banlieus'arts et l'événement « Ville en fête »
- En septembre : Le forum de rentrée et la soirée des réussites
- En décembre, le week-end avant Noël : les « Fééries de Trappes » et son marché de Noël.
- une soirée festive le 14 juillet, avec concerts et feu d'artifice au Parce de la Plaine de Neauphle

### Sports
Dès le XIXe siècle on pratique les sports à Trappes. Le journal La Dépêche de Versailles réserve des articles à la société de tir de Trappes animé par Léon Hennet à la fin du siècle. Le Journal "Le Rappel" du 29 avril 1900 annonce le 23 concours de cette société. C'est dire qu'elle a déjà quelques années de pratique.
Le 12 septembre 1891, démarre la première de la course cycliste Paris-Brest-Paris, le point 0 de la route nationale 12 étant situé à la Fourche de Trappes, un pointage avait lieu à cet endroit. Dès la création du sport cycliste, Trappes fut le théâtre de très nombreuses courses sur routes jusque dans les années 1950, dont le critérium des As. Au début la commune était même célèbre pour ses pavés. De très nombreux journaux sportifs en témoignent, comme le Petit Journal, le Véloce- Sport, la vie au grand air etc. Il y aura un Prix de Trappes de cyclisme et plusieurs éditions de la course Suresnes-Trappes.
Le 21 avril 1900 à l'occasion de la fête de Trappes, il est programmé une "fête de la gymnastique" dans cette manifestation, annoncée par le journal le "Matin".
En 1895, la ville vit l'arrivée d'un marathon couru entre Sèvres et Trappes gagnée par M. Régnier[Lequel ?] selon le "Petit Journal" qui rappelle cet exploit un an après le 1er mai.
- 1911 : Léon Hennet et son fils créent l’Union Sportive de Trappes; on y pratique de l’athlétisme et le football[183].
- août 1921 : le Grand prix cycliste des mutilés est organisé entre Trappes et Rambouillet. </Figaro du 28.08.1921>
- 1er avril 1931 : le "Journal de Seine-et-Marne" mentionne la présence de l'Union sportive des cheminots de Trappes (USCT) dans un match contre Meaux, en poule finale de 2e catégorie
- 1932 : épreuve de pré olympique de sélection pour les Jeux olympiques de Los-Angelès, entre Trappes et Rambouillet </l'Ami du Peuple,16.04.1932.
- 1er mai 1932 Les "Nouvelles de Versailles" annoncent un tournoi de football de sixte organisé par Trappes
- le 29 août 1934, L'USCT est mentionné dans un article de l'Humanité pour la présence de gymnastes à l'inauguration de la nouvelle mairie de La Verrière, le 11 août 1935 c'est le Petit Journal qui le mentionne à Chevreuse avec des démonstrations d'athlétisme et le 20 avril 1939 c'est le "Progrès de la Somme" qui parle des basketteurs au tournoi de la jeunesse sportive à Longueau.
- le 8 octobre 1934 l'Etoile Sportive de Trappes (EST) bat une sélection de l'Oise par 6 à 2 selon un reporter enthousiaste des Nouvelles de Versailles
- de 1934 à la guerre l'EST, aux maillots rouge et bleu, va se révéler de très bon niveau et va former Jules Mathé, footballeur qui rejoindra les rangs du Racing Club de France en 1935. Le club est alors animé par M. Marzi, selon le journal "Le jour" du 3 octobre 1935. Le club s'aligne dans la Coupe de France et dans la Coupe de Paris et malgré l'absence de Mathé, le club continue à briller notamment à Châteauroux en 1937 où il bat la Berrichonne. En 1936, M. Baele devient président du club.
- 1936 : Naissance du club de basket à Trappes avec une équipe féminine.
- 1937 : Le Club de basket masculin voit le jour sous l’impulsion de M. Bourrée, chef de l’école d’apprentissage SNCF.
- 27 août 1939, les cheminots (sans précision de club) organisent leur championnat d'athlétisme (Ouest-Eclair du 9 août 1939)
- 1952 : André Bouvet est à l'origine de l'Étoile sportive des cheminots de Trappes, dont est issu le Bushido Club de Trappes.
- 1956 : Des cheminots bretons de la région de Rennes créent le club des palétistes de Trappes.
- 1970 : Création de l'escrime club de Trappes, qui a obtenu l’agrément Jeunesse et Sports en 1974. Depuis, le club s’est développé grâce aux enfants de Trappes mais aussi de communes avoisinantes. La ville de Trappes a mis à la disposition du club, en 2010, une salle d’escrime disposant de 16 pistes. Sous la présidence d'Anne Besset, le club a remporté en 2011 un titre de champion de France. Il a reçu de la Fédération française d'escrime le label « École française d'escrime ».
- 1976 : Eugène Hamayon crée un club de boxe française. Il prépare des jeunes au monitorat, en 1981 au brevet d'état, en 1982 au professorat. À sa retraite, en 2000, il s'installe à Sainte-Hermine, en Vendée.
- 1977 : L’ASPTT Trappes a été créée en août à l’initiative de Jean-Pierre Lecoeur, épaulé par une poignée de collègues bénévoles, passionnés de sport travaillant au centre de tri postal de Trappes, évoluant dans divers domaines sportifs. Cinq sections ont ainsi vu le jour :
  - le cyclisme sous la présidence de Jean-Pierre Lecoeur, président général, épaulé de Joël Bonnamour et de Joël Sforrachi.
  - le rugby présidé par Claude Hérard associé à J-P Lecat, Claude Lacrampe, Bernard Bouissière, Gérard Allasio, Jean-Luc Carlier et Jacques Lay.
  - le rugby corpo dirigé également par Claude Hérard et JP Lecat.
  - le football avec la présidence de Raymond Fouché.
  - le camping présidé par Pierre Leray.
- 1979 : Le 14 mars, naissance au Chesnay, près de Versailles, du footballeur Nicolas Anelka. Il grandit Trappes, dans la résidence Van-Gogh et s'initia à plusieurs sports, tels que le tennis, l'athlétisme et le football qu'il pratiquait place de la Nuit-Étoilée, dans la rue Le Moulin-de-la-Galette ou encore celle du Champ-de-Blé. Il prend d'ailleurs sa première licence au F. C. Trappes-Saint Quentin en 1986 alors qu'il n'a que sept ans et y jouera jusqu'à ses quatorze ans. Il commence en poussin et est déjà attiré par le but, il joue donc avant-centre, où il fait valoir ses qualités, notamment sa vitesse, ou encore sa détente. Repéré dans son club de Trappes, il est accepté à l'INF Clairefontaine à l'âge de treize ans. Plus tard, il deviendra avec Jamel Debbouze président d'honneur de son ancien club de Trappes, qui sera sponsorisé par Canal+.
- 1979 : le 29 mai, naissance de Ismaïla Sy, basketteur professionnel. Il grandit à Trappes, dans le square Yves Farge juste en face du Gymnase Rouseau Il prend sa première licence ESC Trappes SQ Repéré dans son club de Trappes, en 1994 il est recruté par le célèbre club de CSP Limoges 1er club français champion d'Europe Il évoluera plus tard dans le club avec le club de Nancy, et le BCM Gravelines, et à l'étranger Trieste (Italie), Ludwigsburg (Allemagne)
- 1983 : Le 4 juin, naissance de Linda Pradel, handballeuse de l'équipe de France, gardienne internationale qui a évolué à Metz, à Alicante (Espagne), au club du Havre et compte 40 sélections en équipe de France. En 2015, elle quitte Le Havre et rejoint le Chambray Touraine Handball[184].
- 1984 à 1986 : Patrick Vieira, footballeur, évolua, en junior, au Football Club de Trappes. Il remporte, avec l'équipe de France, la Coupe du monde 1998 et en 2000, le Championnat d'Europe des nations.
- 1986 : Naissance du club de canoë-kayak de Trappes[185].
- 1986 : création du circuit Jean Pierre Beltoise, du nom du célèbre pilote automobile français, aujourd'hui dirigé par son fils Anthony. Sa vocation originelle est de servir à la sécurité routière via des stages de pilotages. Il dispose de 7 configuration de tracés. Plusieurs médias utilisent encore ce circuit pour tester des véhicules de série ou des modèles de compétition, et des stages de pilotages dans des voitures de sport y sont organisés quotidiennement.
- 1987 : Création de la Compagnie d'Arc de Trappes[186].
- 1992 : Le judoka Pascal Tayot, ayant pour club d'origine, à l'âge de 9 ans, l'E. S. C. Trappes[187], est médaillé olympique d'argent à Barcelone.
- 1995 : La section Taekwondo, du bushido club de Trappes, a été créée à l'initiative de Jean Claude Lebon[188]. Première au classement général des championnats des Yvelines, en 2012. La section Taekwondo du Bushido Club de Trappes a formé des champions nationaux et internationaux.[réf. nécessaire]

#### Manifestations sportives
- Le championnat de France de nationale 2 de basket-ball[189].
- Le championnat de Ligue d’escrime[réf. nécessaire].
- En novembre : un tournoi international de judo.
- Un gala de boxe anglaise[réf. nécessaire].

### Médias
- Presse locale, Toutes les Nouvelles, hebdomadaire d'informations générales, vendu en kiosques et par abonnement depuis 90 ans.
- Télévision locale, TV Fil 78 diffusée sur le câble dans l'agglomération de Saint-Quentin-en-Yvelines, dans les Yvelines et sur Orange Île-de-France Ouest.
- Radio locale, « Sensation FM », 98,4, diffusée dans l'agglomération de Saint-Quentin-en-Yvelines : actualités locales.
- Radio locale, « Marmite FM », 88,4, radio locale associative diffusée sur Trappes et 30 km alentour.
- Radio locale, Yvelines Radio FM, 88,4, radio locale associative diffusée sur Trappes et 30 km alentour.
- La publication municipale, Aujourd'hui à Trappes en Yvelines[190].

### Cultes

#### Culte catholique

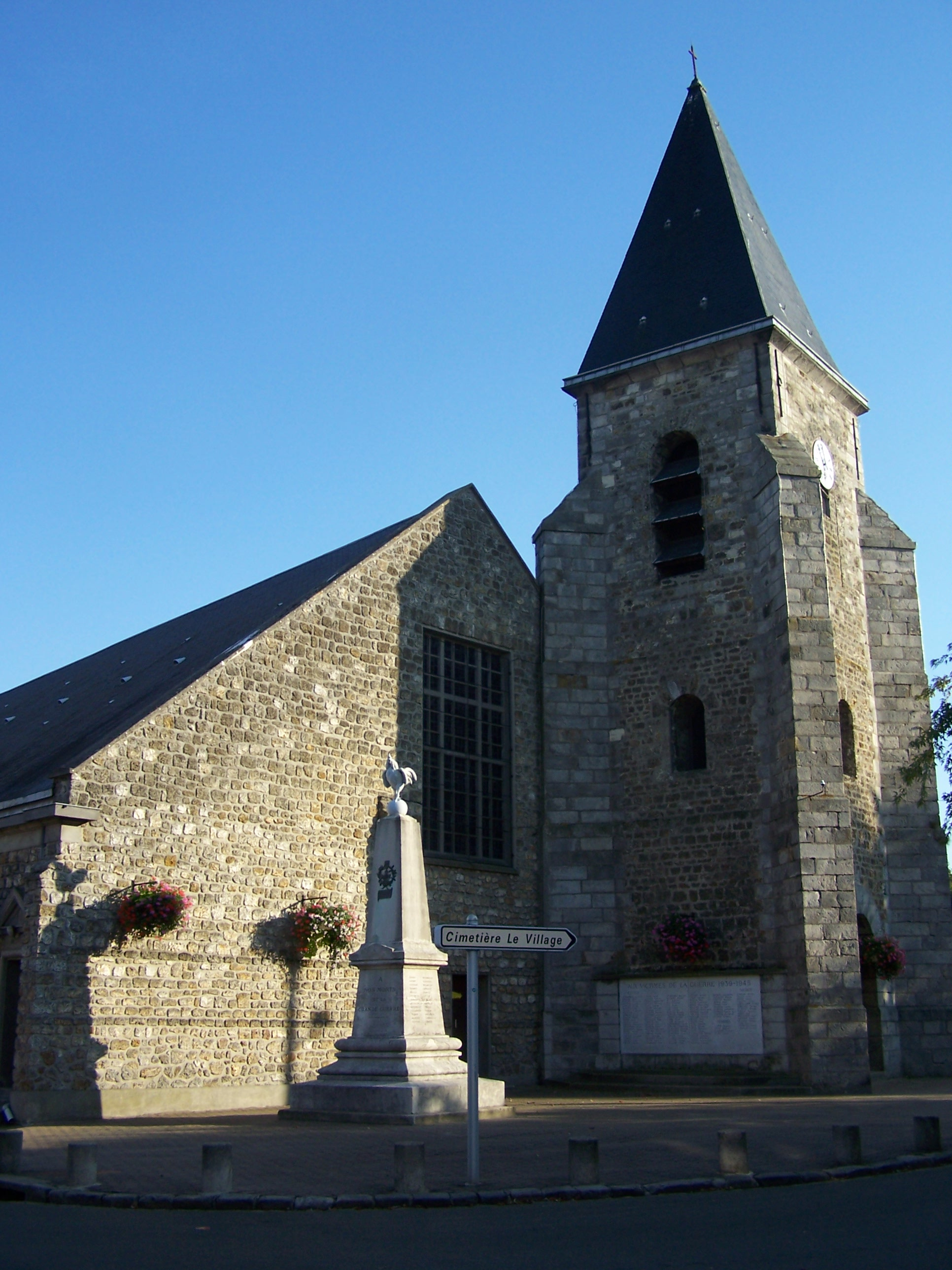
Église Saint-Georges de Trappes.

L'église Saint-Georges de Trappes, édifiée entre les IXe et XIIe siècles, elle est reconstruite de 1701 à 1703. Seul subsiste le clocher, pourvu de quatre contreforts d'angles, qui a résisté aux bombardements du 1er juin 1944. La nef a quant à elle été reconstruite en 1964.
La chapelle Sainte-Thérèse est située rue du Bel-Air, dans le quartier de la Boissière.

#### Culte israélite
Les vestiges d'une synagogue, datant du Moyen Âge, étaient encore localisés en 1887 dans la cour de la ferme du château de Trappes,.
La synagogue située 7, rue du Port-Royal a été détruite par le feu le 10 octobre 2000. Rapidement, la police, et le procureur de la République retiennent la thèse de l'acte antisémite, dans le contexte de la deuxième Intifada palestinienne, et alors que le cimetière juif de la commune a été profané deux jours avant. Mais l'enquête a finalement privilégié la thèse de l'accident, et relâché les suspects. En 2018, les confidences d'un rappeur remettent en selle la thèse de l'attentat antisémite. Le culte israélite a par la suite été transféré rue de Stalingrad Nord.

Mosquée de Trappes.

#### Culte musulman
La commune compte cinq mosquées, dont la grande mosquée Hector-Berlioz, gérée par l’Union des musulmans de Trappes — réputée proche des Frères musulmans, — et pouvant accueillir jusqu'à 2 400 fidèles.

## Économie

### Revenus de la population et fiscalité
En 2010, le revenu fiscal médian par ménage était de 25 437 €, ce qui plaçait Trappes au 22 359e rang parmi les 31 525 communes de plus de 39 ménages en métropole. Cette moyenne est nettement inférieure à celle du département (40 560 €), faisant de la ville la 2e commune la plus défavorisée des Yvelines après Mantes-la-Jolie.

### Zones d'activités
- Les zones d'activités industrielles, artisanales et tertiaires accueillent plus de 450 entreprises :
- la zone d'activités de Trappes-Élancourt, la plus importante, dans le sud de la commune, au sud de la gare de triage et de fret ;
- la zone d'activités du Buisson-de-la-Couldre, au sud-ouest, presque exclusivement tertiaire ;
- la zone d'activités de la Pépinière, à l'ouest, le long de la RN 10 ;
- la zone d'activités des Bruyères, au nord-ouest, au pied de la colline de la Revanche ;
- la zone d'activités de Pissaloup, au nord, conjointe avec celle de la Clef-Saint-Pierre de la commune d'Élancourt ;
- l'ancienne gare de triage[92], aujourd'hui utilisée pour le fret et comme faisceau des voies de garages ;
- l'atelier, ferroviaire, de maintenance des rames de banlieue ;
- la zone de logistique ferroviaire ;
- promopole, pépinières et villages d’entreprises pour l’accompagnement et l'hébergement de jeunes entreprises. Situé 2, rue Eugène-Pottier. Promopole Trappes propose des locaux sur 2 833 m2. 50 % des locaux sont réservés aux entreprises de moins de quatre ans (pépinière).

### Emploi
En 2009, avec ses zones d'activités économiques, Trappes est un pôle important de la ville nouvelle de Saint-Quentin-en-Yvelines, 462 entreprises industrielles et commerciales, 16 000 emplois dont 5 000 pour les seuls services publics. 50 % des Trappistes sont en activité. 30 % des actifs travaillent sur place et 45 % dans le bassin d'emplois de la ville nouvelle.
En 2016, le taux de chômage avoisine 20 %.

### Artisanat et commerce
L’activité commerciale est assurée par 250 commerçants et artisans[Quand ?], ainsi que par deux marchés. Le marché des Merisiers est le deuxième du département des Yvelines par son importance.

## Culture locale et patrimoine

### Lieux et monuments
- Dans l’ancien village de Trappes, il est encore possible d’admirer trois anciens corps de ferme, intacts après les bombardements massifs de la guerre. L’existence du premier, venant de la ferme de Vaugien, est attestée depuis le Moyen Âge, celle de la ferme de Dailly depuis la Révolution française. Quant à la dernière, surnommée la « ferme du château », elle se trouve sur l'emplacement de l’ancien château médiéval. Ces trois corps de ferme ont été restaurés, afin de rappeler le caractère agricole de la ville de Trappes[80].
- La ferme du château : ancienne ferme[205] implantée sur les vestiges d'un château édifié au cours du XIIe ou XIIIe siècle, aujourd'hui transformée en logements et en locaux d'activités. Elle mériterait au titre du patrimoine, une réelle mesure de réhabilitation en musée de la ville. Le porche monumental[181] de l'entrée de l'actuel centre technique municipal est édifié à l'endroit où se trouvait le pont-levis principal du château de Trappes. Ce château était flanqué de onze tourelles (la dernière tour tombe en 1912) et entouré de fossés remplis d'eau (que l'on devine encore, rue du Martray[206]).

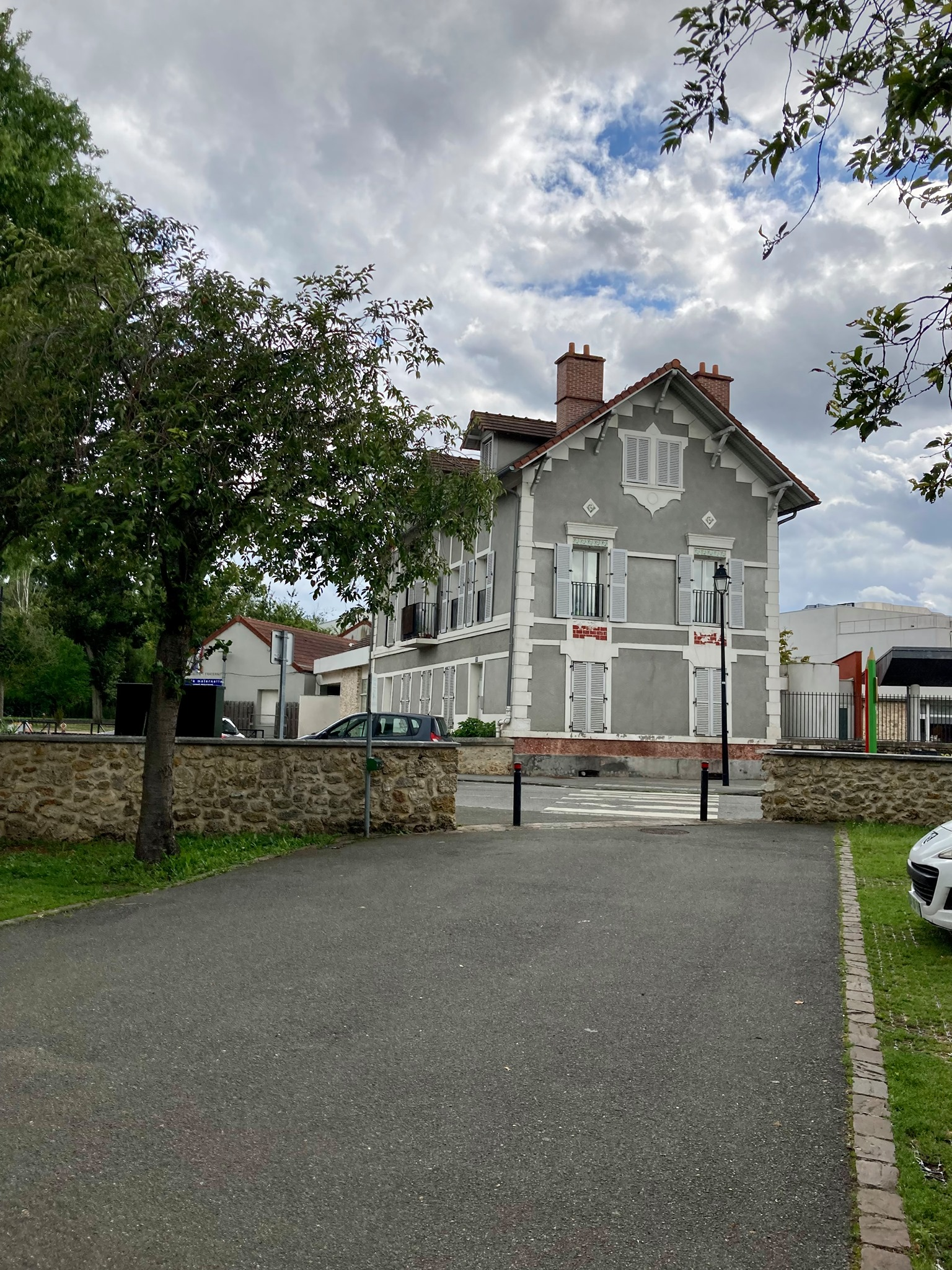
École Mourguet

- École MourguetLe bâtiment d’habitation de la ferme de Vaugien (tenancier d'un fief), a été réhabilité, il accueille désormais les quatre classes de la nouvelle école maternelle Laurent-Mourguet.
- Les vestiges d'une synagogue, datant du Moyen Âge[207], étaient encore localisés en 1887 dans la cour de l'ancien château[193],[208].

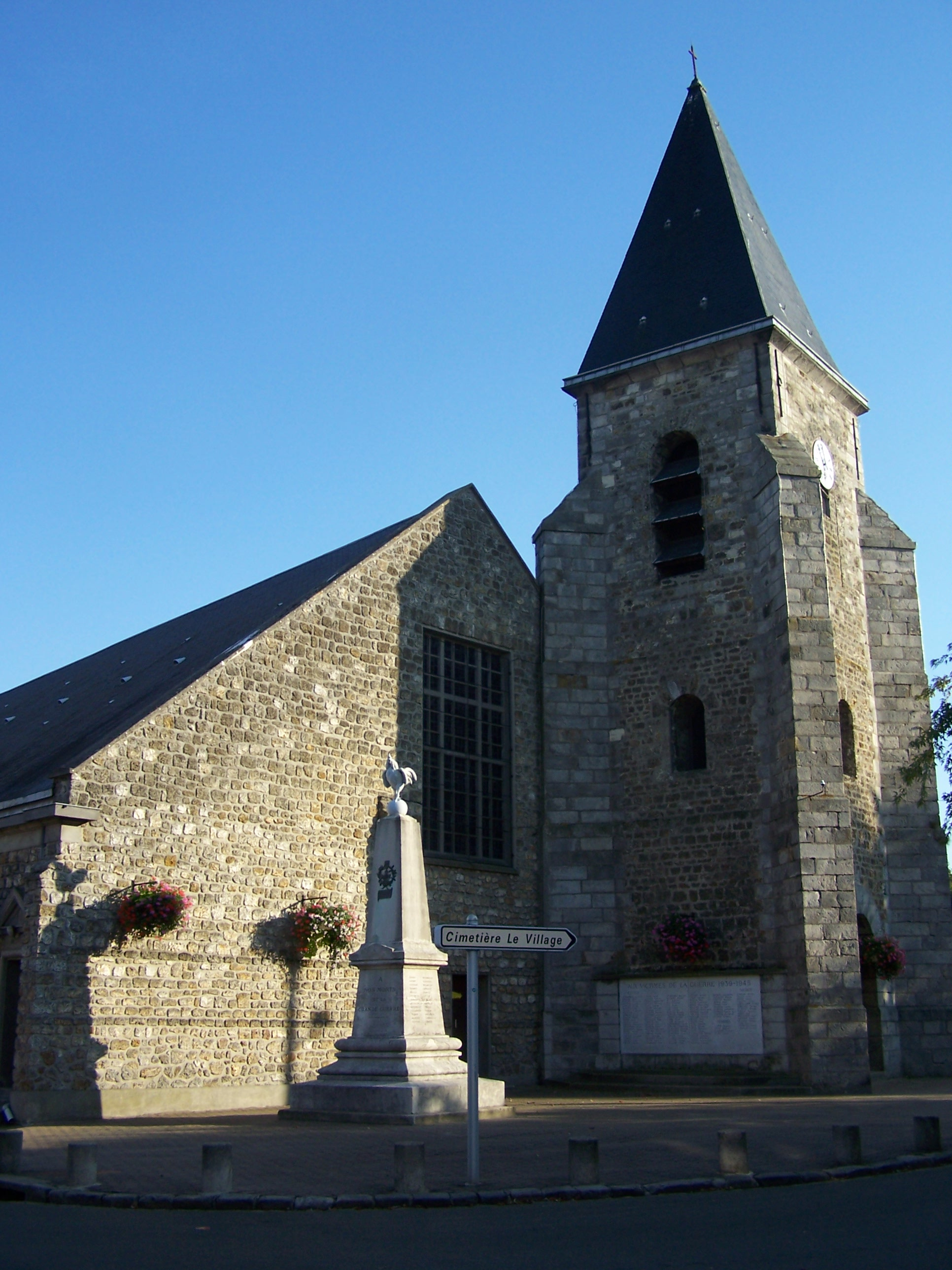
Église Saint-Georges.

- L'église Saint-Georges de Trappes[19] a été édifiée entre le IXe et le XIIe siècle. En 1599, le clocher vétuste s’effondra, il fut réparé et recouvert de tuiles en 1602. Aux environs de 1700, l’église qui présentait un état lamentable est démolie. Reconstruite de 1701 à 1703, seul subsiste le clocher, tour quadrangulaire, pseudo-romane, pourvue de quatre contreforts d'angles, qui a résisté aux bombardements du 1er juin 1944. La nef a été reconstruite en 1964, comme le mentionne une inscription en chiffres romains sur le fronton d’une porte de la façade nord, par les architectes Claustre et Jegou[209]. Dans un souci d'harmonie avec l'architecture extérieure, l'autel est reconstruit en meulière. Le Christ en croix, en bois, endommagé par les bombardements et restauré par un paroissien dans les années 1950, M. Laurent, viendrait de l’abbaye de Port Royal dans la vallée de Chevreuse ; il daterait donc du XVIIe. Les fonts baptismaux sont placés à droite de l'autel, le baptistère est d’époque Louis XIV. La cuve est en marbre des Pyrénées. La cloche qu'elle abritait, baptisée « Marguerite-Élisabeth » en 1647, fut fêlée lors d'une cérémonie pendant l'entre-deux-guerres. Elle a été refondue en deux cloches plus petites, toujours utilisées aujourd'hui.
- La « piscine liturgique » de l'église Saint-Georges : L'église, construite entre le IXe et le XIIe siècle est démolie en 1700, seule subsiste cette piscine, du XIIIe ou XIVe siècle, sculptée aux parois ornées d'une fleur de lys extrêmement stylisée et d'une branche d'olivier. Celle-ci était autrefois destinée à recueillir l'eau utilisée lors des baptêmes par aspersion. Naguère, cette piscine contenait l'eau bénite avec laquelle les fidèles se signaient en entrant dans l'église. D'une largeur de 73 cm, d'une longueur de 76 cm et d'une profondeur de 37 cm, elle se trouve au Centre technique municipal[210].
- La croix d’Auleau[211], du XVe siècle, près de l'église Saint-Georges, place Monseigneur-Romero, jadis l'ancien cimetière. Ce haut fût monolithe, surmonté d'une croix en fer, figure sur le plan dressé par le frère Germain en 1700 pour la construction d'une nouvelle église, il constituait probablement le socle de la croix d'Auleau, cité dans le Livre vert[212].
- Le grenier à sel de Trappes[16] : sur les plans de Trappes en 1504, le Grenier à Sel apparaît sous le nom de « Grange du Douaire ». Situé sur le tracé de la route royale qui traversait le village, il servait alors d’écurie et d’atelier pour les maréchaux-ferrants de l’Étoile d’or, le café voisin qui était un relais de la poste aux chevaux. L'édifice, une grande nef haute de 10 m, large de 15 m et longue de 35 m, a été ensuite utilisé comme grenier à sel, affecté à la perception de la « gabelle ». Aujourd'hui, c'est, avec sa charpente, ses poutres et ses pierres meulières apparentes, la salle du cinéma Jean-Renoir, dit le Grenier à Sel[213]. L'établissement est classé « art et essai » avec le label « Jeune public » et le label « Répertoire et patrimoine ».
- L'auberge de la Chasse Royale, décrite sur le plan terrier de 1588. En 1713 elle deviendra relais de la Poste aux chevaux et sera une poste aux lettres en 1734. C'est l'actuelle brasserie « L’étoile d’or ».
- La « fabrique de Dailly » était à l’origine une fabrique de fécule de pommes de terre. À partir de 1812, la culture de la betterave se développant, elle fut transformée en distillerie. Enfin sous le règne de Cuypers, elle devint une conserverie de petits pois. Elle fut détruite en 1974[214].
- Bornes fleurdelisées, avenue des Tourelles et rue Jean-Jaurès.
- La gare de Trappes construite en pierre meulière en 1849, Elle est aujourd’hui l’une des rares gares à conserver son bâtiment d’origine construit en pierre meulière.
- Un wagon-citerne, issu d'une ancienne locomotive de la fin du XIXe — début du XXe siècle (entre 1890 et 1910), dont il ne resterait aucun autre exemplaire en France, classé monument historique[215].
- L'ancienne mairie construite en 1884, était surmontée d'un petit campanile et flanquée de deux bâtiments scolaires, caractéristique du XIXe siècle. Seule sa façade a été conservée.
- Le centre départemental de météorologie[22] : observatoire fondé en 1896, il porte le nom de son fondateur, Léon Teisserenc de Bort et abrite le service d'études instrumentales de Météo-France. Site historique de la météorologie, classé à l'inventaire supplémentaire des monuments historiques, berceau des premières mesures en altitude qui conduiront à la découverte de la stratosphère en 1899. L'abri de gonflement de ballon-sonde est utilisé pour deux lâchers opérationnels par jour[216]. L'architecte de l'abri de gonflement des ballons et de l'observatoire est Urbain Cassan.
- Hôtel de la Fourche : l’actuel Pavillon bleu se nommait autrefois l’hôtel de la Fourche en raison d’une séparation, en cet endroit, de la route de Paris vers deux grandes directions : la route de Bayonne vers le sud-ouest et la route de Bretagne vers l’ouest. Cette auberge était fort appréciée des « canotiers » et promeneurs fréquentant l’étang de Saint-Quentin-en-Yvelines. On peut y voir au faîte du pignon sud le fer d'une fourche à trois dents.

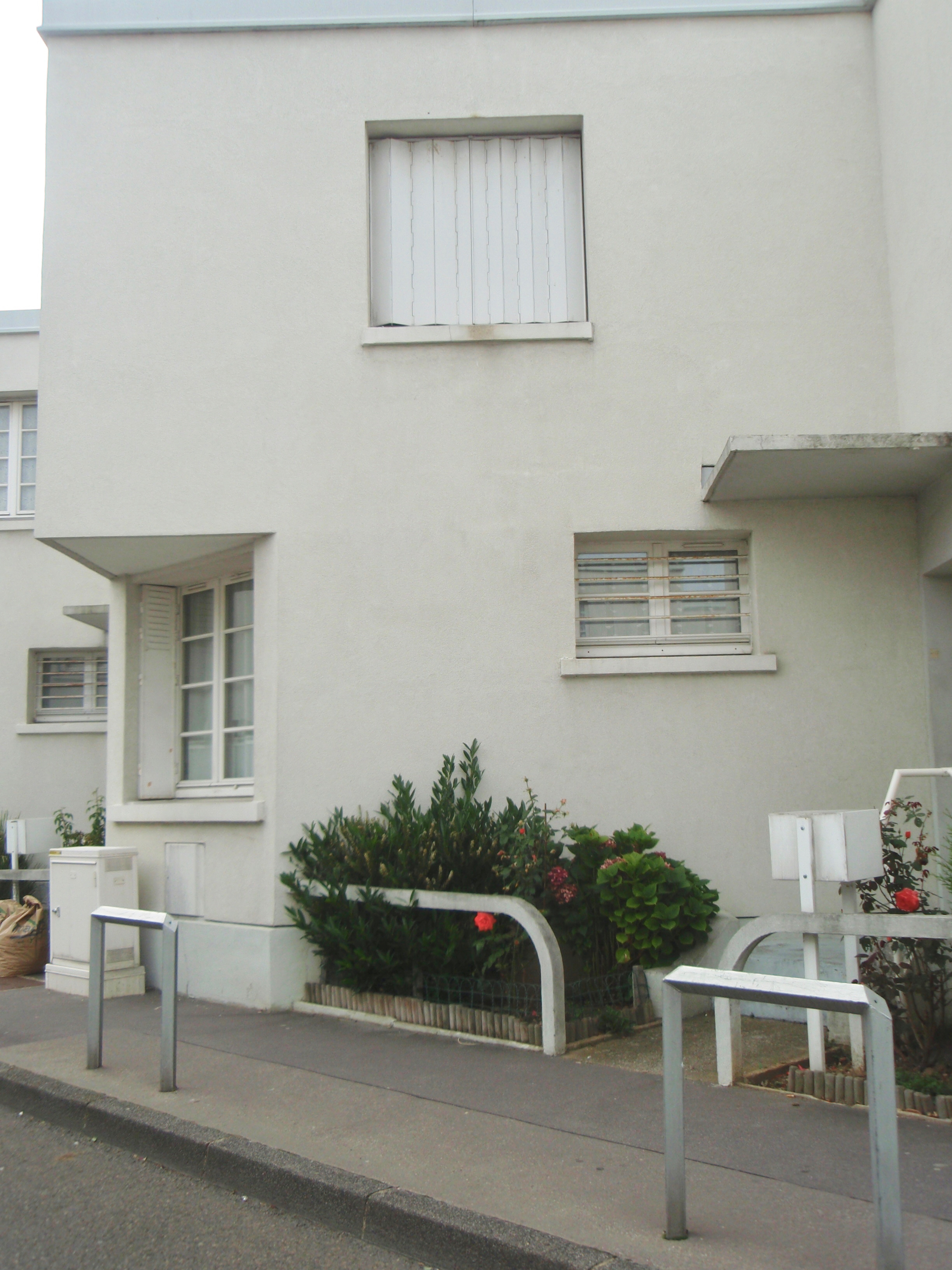
Cité des Dents de scie.

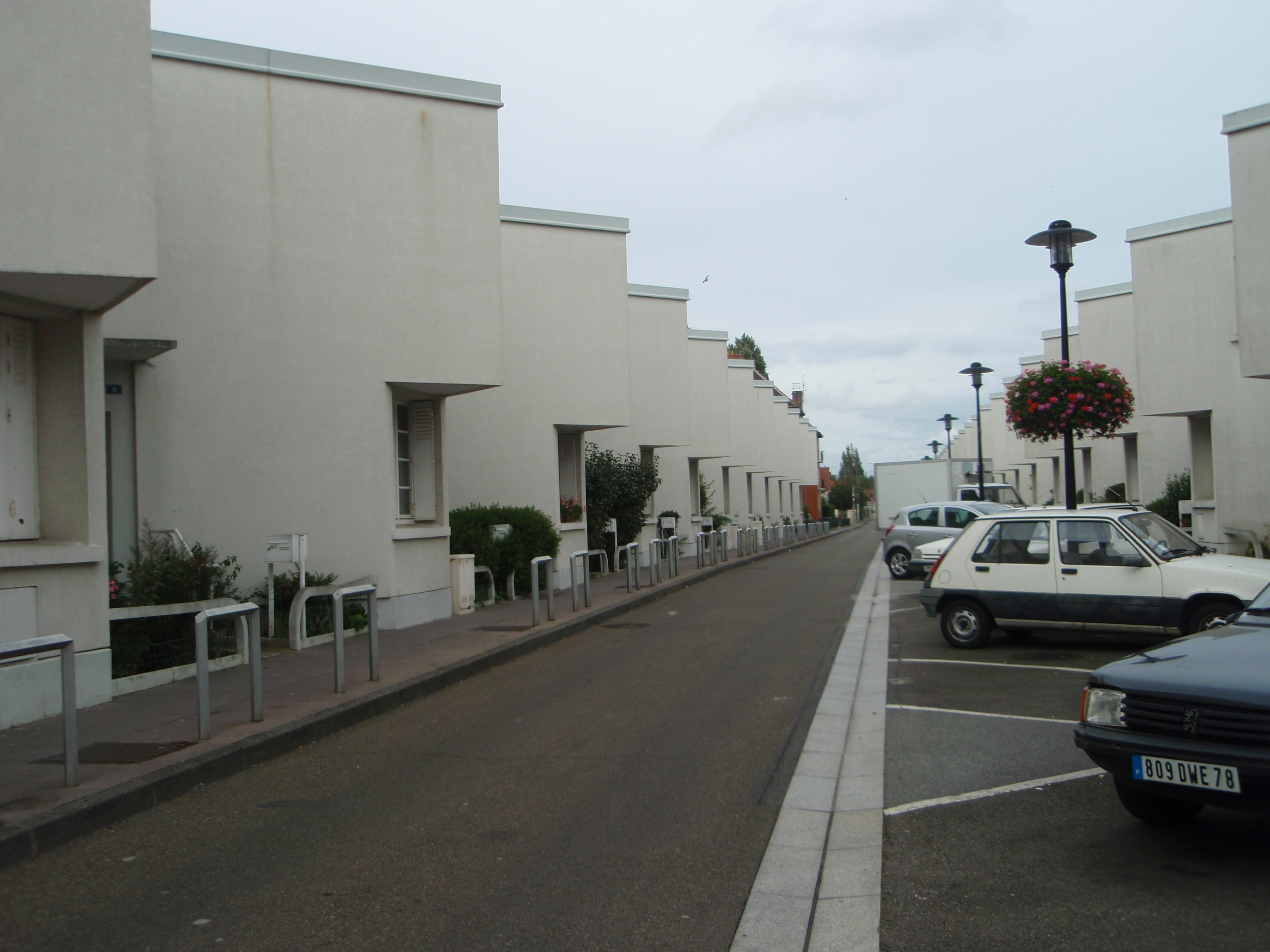
Cité des Dents de scie.

- Les Dents de Scie[17] : cette cité ouvrière construite par la Compagnie des chemins de fer de l'État pour ses employés dans les années 1930. Conçue par Henry Gutton (architecte et ingénieur) et son fils André Gutton (architecte), elle fut réhabilitée en 1997 par l'architecte Antoine Grumbach[217]. Curiosité architecturale, les habitations sont orientées à 45 degrés par rapport à la rue (d'où le nom de la résidence). Ces logements sont inscrits depuis le 30 décembre 1992 à l’Inventaire supplémentaire des Monuments historiques, ils ont reçu en 2005 le label « Patrimoine du XXe siècle », grâce à la mobilisation des habitants et de la commune qui ont permis une réhabilitation au lieu de la destruction envisagée initialement[218].

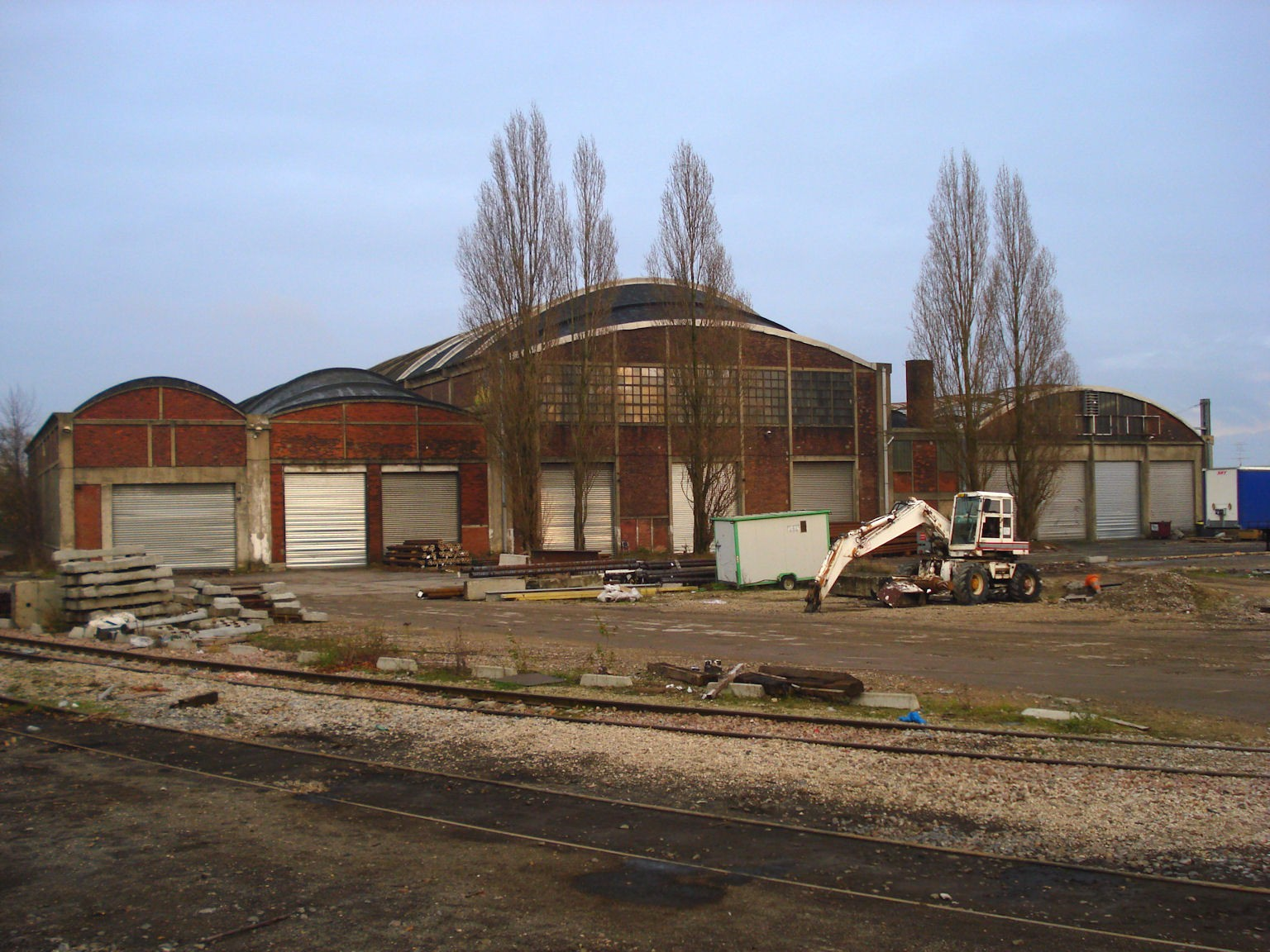
Ancien dépôt de locomotives vapeur de Trappes.

- L'ancien dépôt de locomotives érigé en 1935 par l'Administration des chemins de fer de l'État, détruit en 1944 et rebâti à l'identique entre 1945 et 1947. La solide charpente de béton armé avec remplissage de briques rouges est typique des constructions industrielles de la première moitié du XXe siècle et mériterait au titre du patrimoine industriel une réelle mesure de sauvegarde. Pour compléter l'histoire du dépôt de Trappes, les sapeurs du 5e régiment du génie, de Versailles - Matelots, faisaient une partie de leur stage traction au dépôt de Trappes. Ce stage durait six mois à la fin desquels ils faisaient des « roulements » sur les 140 C et sur les 141 C. Ils leur arrivait de faire un trajet Paris Granville sur les Pacific.
- Le centre de triage de Trappes fut l'un des plus importants et des plus modernes de France[219], il est le premier à s'équiper d'un combinateur à bille[220], permettant la répartition automatique des rames sur les voies. Il est conservé au musée de la ville de la communauté d'agglomération de Saint Quentin en Yvelines.
- La première autopompe du Centre de secours de Trappes, datant du début du XXe siècle, se trouverait actuellement au Centre principal de la ville nouvelle ou de Rambouillet ! Elle aurait sa place dans un musée municipal à Trappes.

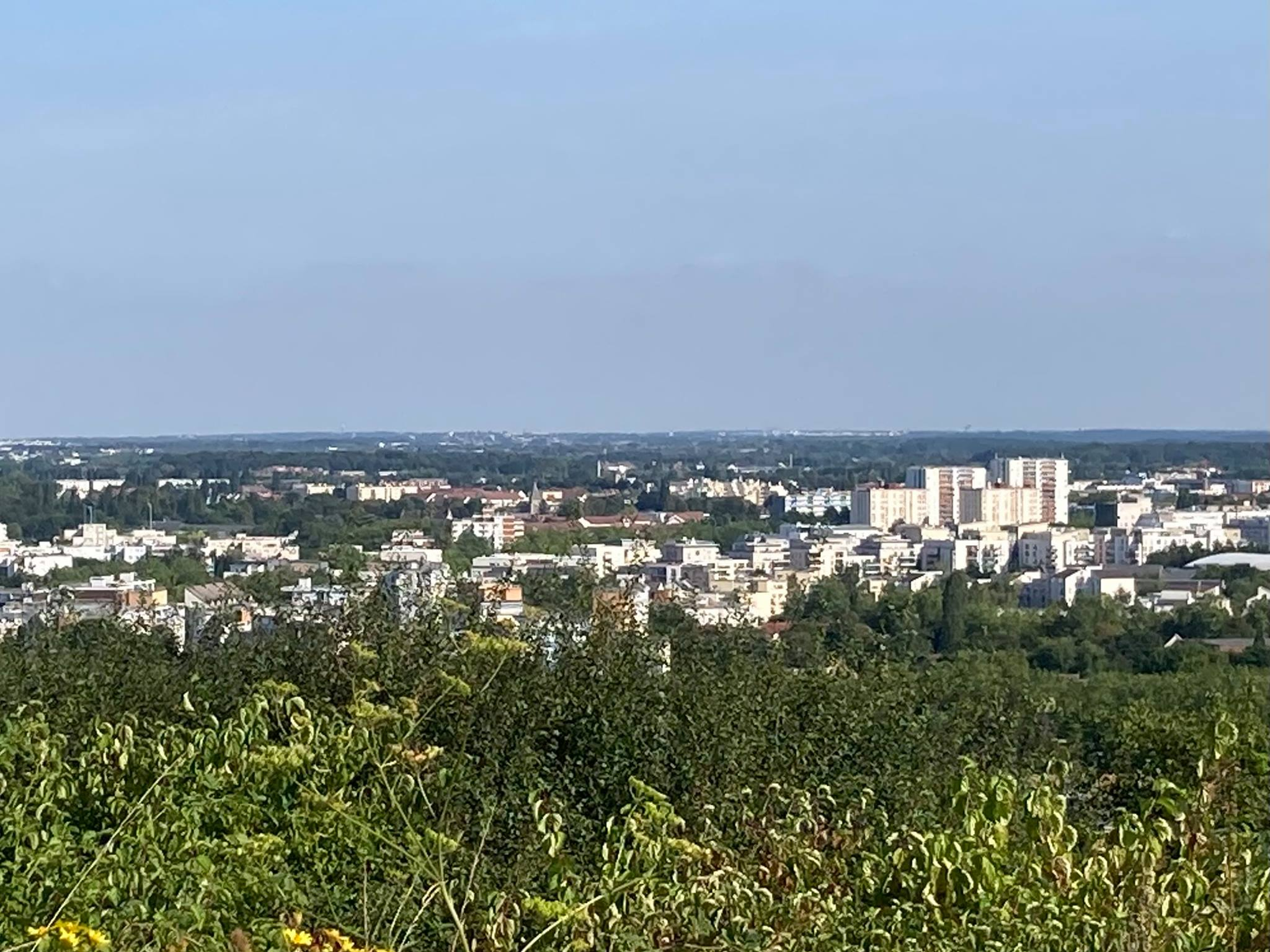
Vue de Trappes depuis la colline de la Revanche.

- La colline de la Revanche, le point culminant de toute la région Île-de-France[221].
- Le don du tableau de monsieur Claude Erker, retraité trappiste, peintre décorateur de Ben Hur, à la Ville, intitulé La ferme à Port Royal (huile sur toile de 46 cm x 61 cm) ; ce bien est inscrit dans l’inventaire du patrimoine de la commune.
- Une statue monumentale de Jean Jaurès en bronze, œuvre du sculpteur Jean Charles Mainardis, est érigée devant la mairie depuis le 11 novembre 2014[222].
- Une fouille préventive a été réalisée sur une surface de 871 m2, au 38, rue de Montfort, dans le cœur de l'ancien village de la ville de Trappes. Elle est située à 100 m au nord de l’ancien château et à 50 m au sud de l’église Saint-Georges. Le lieu est caractérisé par un fort contexte médiéval. En fond de parcelle, le mur de clôture est assimilé à l’éventuel mur d’enceinte de la ville. Plusieurs phases d’occupation ont été révélées. La plus ancienne concerne les VIe et VIIe siècles matérialisée par un fossé, deux fosses et une batterie de fours[223].

### Espaces verts

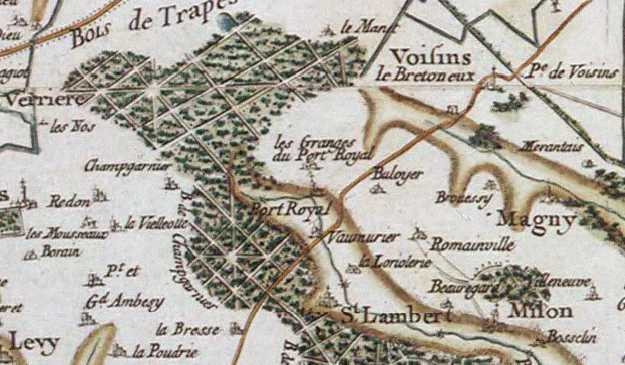
Le bois de Trappes (Trapes) et le site de Port-Royal sur la Carte de Cassini XVIII.

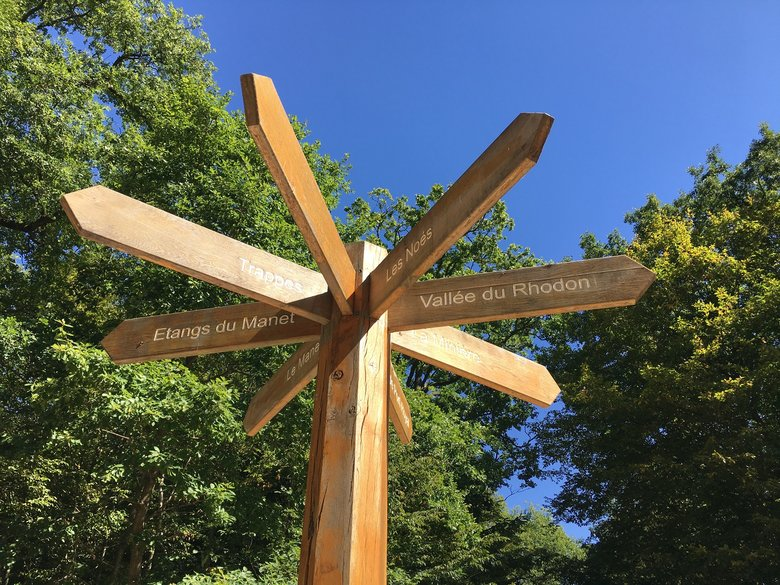
Bois de Trappes, carrefour des 8-Routes.

- La ville compte 925 hectares d’espaces verts publics, soit 298 m2 par habitant.
- Le bois de Trappes : dans le parc régional de la Haute Vallée de Chevreuse, 450 hectares dans la forêt de Port-Royal, ancien domaine de chasse de Louis XIV, avec des voies forestières pour des promenades à pied, à vélo ou à cheval. Il abrite une flore et une faune diversifiée.
- La sente de Bougainville[224] : s'y croisent le végétal et le minéral, est un cheminement piétonnier de 1,5 km qui serpente et relie différents quartiers et équipements publics existants.

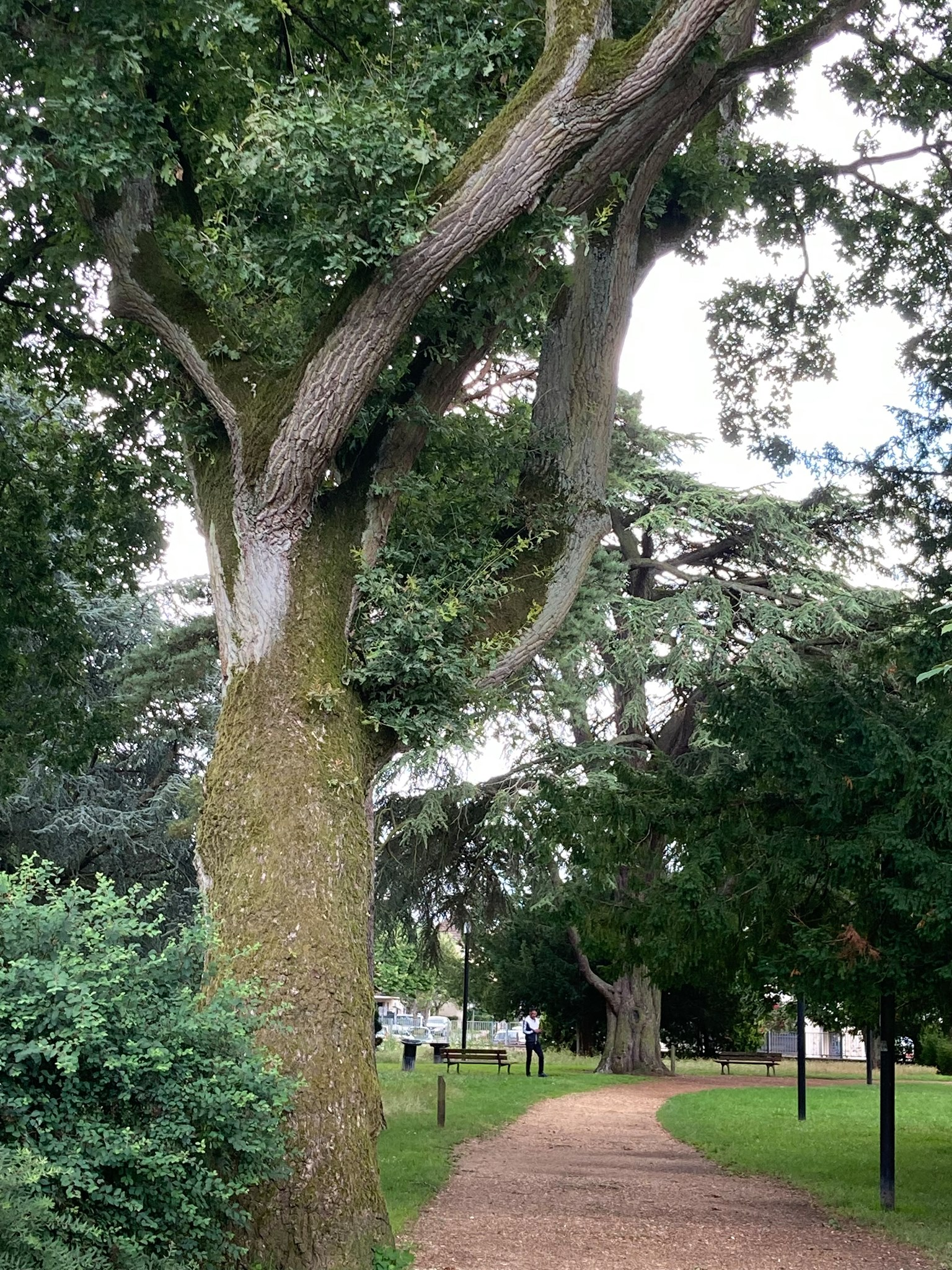
Parc du Cèdre

- Parc du CèdreLe parc du Cèdre : aménagé par la famille Dailly au XVIIIe siècle, avec un cèdre, aujourd’hui, plus que centenaire. Cet espace est devenu public.
- Le parc du Village : situé au cœur du village de Trappes, c'est le parc de l'ancien château, acquis par la ville dans les années 1970.
- Le mail de l’Aqueduc : coulée verte qui couvre une rigole souterraine qui draine les eaux collectées dans la région pour l'étang de Saint-Quentin et les eaux du château de Versailles, liaison inter quartiers avec la base de loisirs et de plein air.
- Le parc de la Plaine de Neauphle.
- Le parc des Bateleurs.

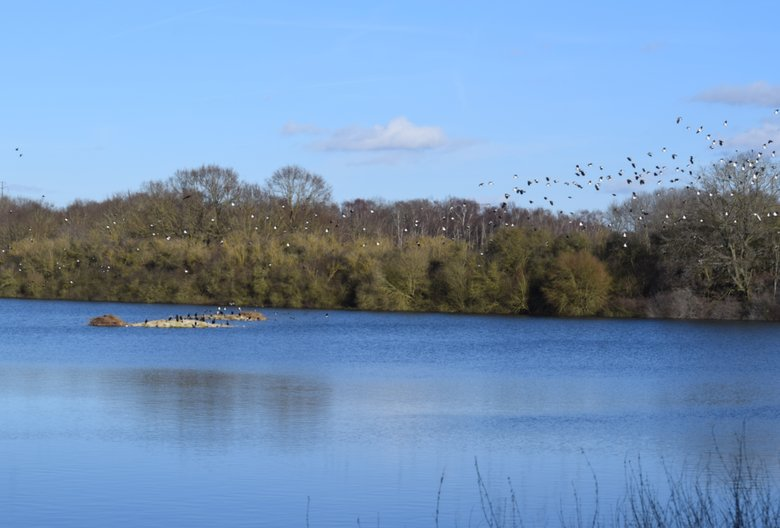
La réserve ornithologique de l'étang de Saint-Quentin sur Trappes.

- La réserve ornithologique de l'étang de Saint-Quentin sur Trappes.L'étang de Trappes, ancien nom de l'étang de Saint-Quentin, la plus grande étendue d’eau des Yvelines, aujourd'hui aménagé en base de loisirs et de plein air[225]. Aujourd’hui, sa partie ouest est classée réserve naturelle, et sert de lieu d’hivernage à de nombreux oiseaux migrateurs. Plus de 230 espèces d'oiseaux peuplent les 90 hectares de la réserve.
- Trappes est proche du parc naturel régional de la haute vallée de Chevreuse (5 km).
- Trappes a obtenu, en 2011, le 1er prix du concours départemental des villes et villages fleuris ainsi que le prix spécial « Coup de cœur » du jury.

### Institutions et équipements culturels
- L'ancien cinéma Normandie, aujourd'hui le cinéma Grenier à Sel de Trappes, était équipé d'un écran Heraclorama du chercheur et inventeur des procédés cinématographiques de projection Jules Hourdiaux.
- Le service municipal « Mémoire de Trappes » conçu en 1989 par Raymond Blanc pour la conservation du patrimoine de la ville, s'attache à rassembler, répertorier, classer une masse de documents, photographies, cartes postales, documentaires et objets divers. Il organise régulièrement des expositions : le passé médiéval, la ville cheminote, etc.
- L'Association culturelle de Trappes (ACT) avait pour mission de promouvoir et de développer l'animation et l'action culturelle.

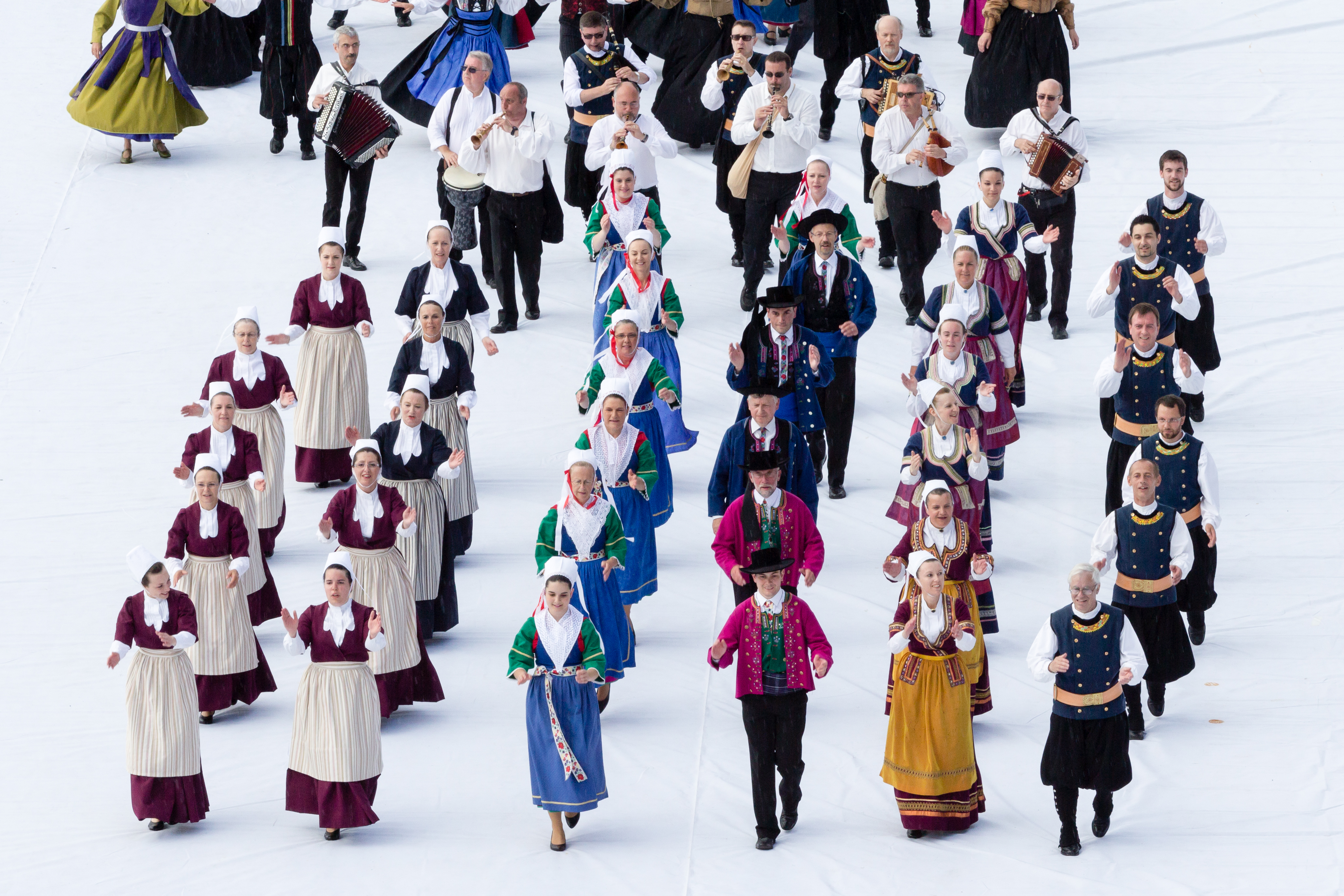
Le Cercle celtique Seiz Avel à l'arrivée de la grande parade des nations celtes du Festival interceltique de Lorient en 2012.

- Le Cercle celtique Seiz Avel est une association locale « phare » pour la connaissance et le développement de la culture bretonne, au travers de représentations en France et à l’étranger[226].
- La compagnie Déclic Théâtre dont l’essentiel des activités est axé autour de la pratique de l’improvisation théâtrale.
- Moun Karaïb, Association antillaise.
- Association Black Blanc Beur, compagnie de danse Hip-Hop, au travers de représentations en France et à l’étranger.
- Regard parole (artistes plasticiens) : sculptures, peintures non figuratives.
- La salle du cinéma Jean-Renoir, dite le Grenier à Sel, labellisée « art et essai », entre sa charpente, ses poutres et ses pierres meulières apparentes[213].
- La Merise, grande salle de concert qui accueille régulièrement le meilleur de la scène française actuelle[25].
- La galerie Le Corbusier, espace d'exposition[29]. Fermée depuis 2014.
- La médiathèque Anatole-France[30] accueille le public sur une fenêtre d'ouverture de collections de différentes disciplines et de différentes cultures.
- L'Atelier Ville, s'attache à faire découvrir la ville de Trappes dans toutes ses dimensions : géographique, historique, urbanistique, au moyen d'un ensemble de séances pédagogiques ouvertes aux petits et aux grands. Il est animé par des passionnés. Un historien et deux architectes. L’Atelier Ville est situé rue Jean-Jaurès, dans un ancien bâtiment du XVIIIe siècle, entièrement restauré par la municipalité.
- Le Conservatoire de musique et de danse (anciennement école de musique et de danse) offre des saisons de concerts et de spectacles dans son auditorium. Ses partenaires privilégiés sont les Solistes de la Villedieu[227], l'orchestre Prométhée[228] dirigé par Pierre-Michel Durand[229], la compagnie Black Blanc Beur, mais elle accueille régulièrement d’autres artistes de haut niveau, notamment dans les domaines de la danse ou des musiques actuelles.
- Trois peintres d'ici : trois artistes peintres de Trappes, Claude Erker (mort en 2019), Laurent Paugam et Albert Titus, ont en commun de traiter le paysage de Saint-Quentin-en-Yvelines, la butte de la Revanche, les étangs de la Minière. Leur pratique de la peinture met en avant des lumières et des impressions colorées, imprégnées par la tradition et la modernité. Ils s'inscrivent dans la lignée des grands paysagistes français.

### Coutumes et folklore
Autrefois le jour de la Saint-Georges avait lieu une procession du pain bénit. Au milieu d'une grande couronne de pain trônait un sapin orné de rubans multicolores. Des couronnes et des brioches étaient ensuite distribuées par les jeunes gens au cours d'une quête dont le produit payait un banquet. Cette fête était organisée chaque année au profit d'un quartier différent.
Sans date fixe, il existait à Trappes, au XIXe siècle, une procession des enfants. Des statues saintes étaient promenées et les adolescents tenaient des oriflammes et des branches vertes en chantant des cantiques. La cérémonie se terminait par une quête au profit des enfants malheureux et une distribution de gâteaux.
Le 14 juillet en début de soirée, la revue des sapeurs pompiers précédés par l'un d'eux portant un présentoir de médailles. Ils portaient également des fusils qui étaient de la propriété de l'État.
À Trappes, au XIXe siècle, les conscrits devaient coudre un sachet de miettes du pain bénit de la Saint-Georges et faire une neuvaine à ce saint.
Lors de la « messe de retour », le dimanche suivant les noces, une quenouille enrubannée était remise à la jeune mariée. Très ancienne, cette coutume existait encore à l'orée du XXe siècle après avoir subi une éclipse de 1871 à 1875.

### Personnalités liées à la commune

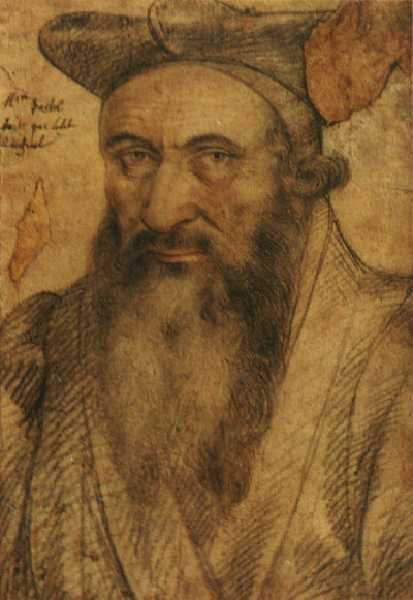
Guillaume Postel.

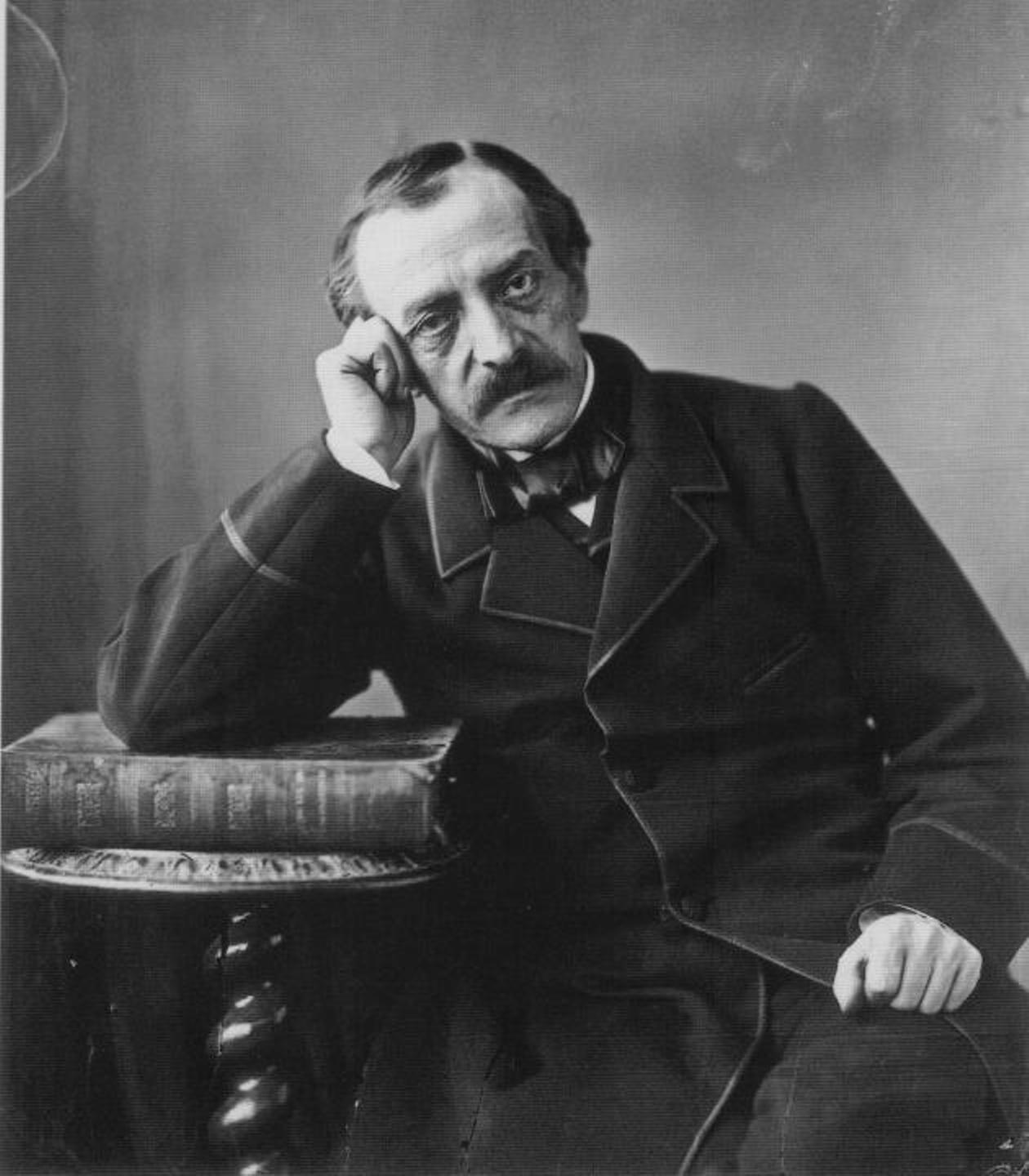
Alexandre Manceau par Nadar en 1864. Le dernier compagnon de George Sand.

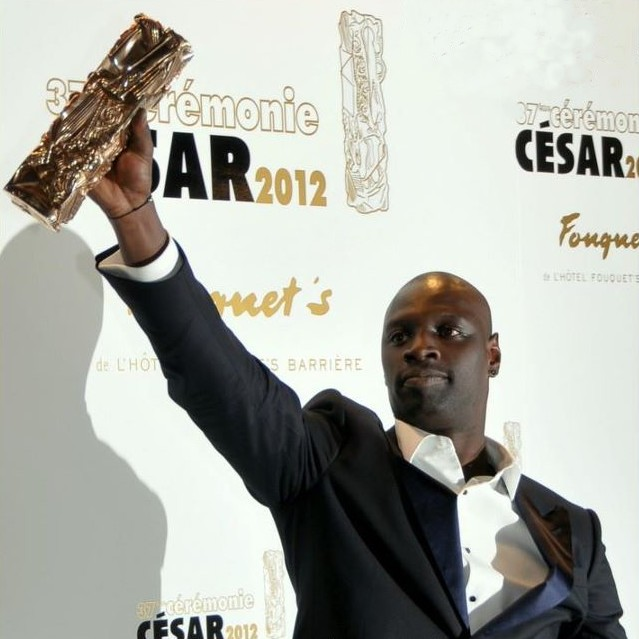
L'acteur Omar Sy, César du meilleur acteur en 2012, pour le film Intouchables.

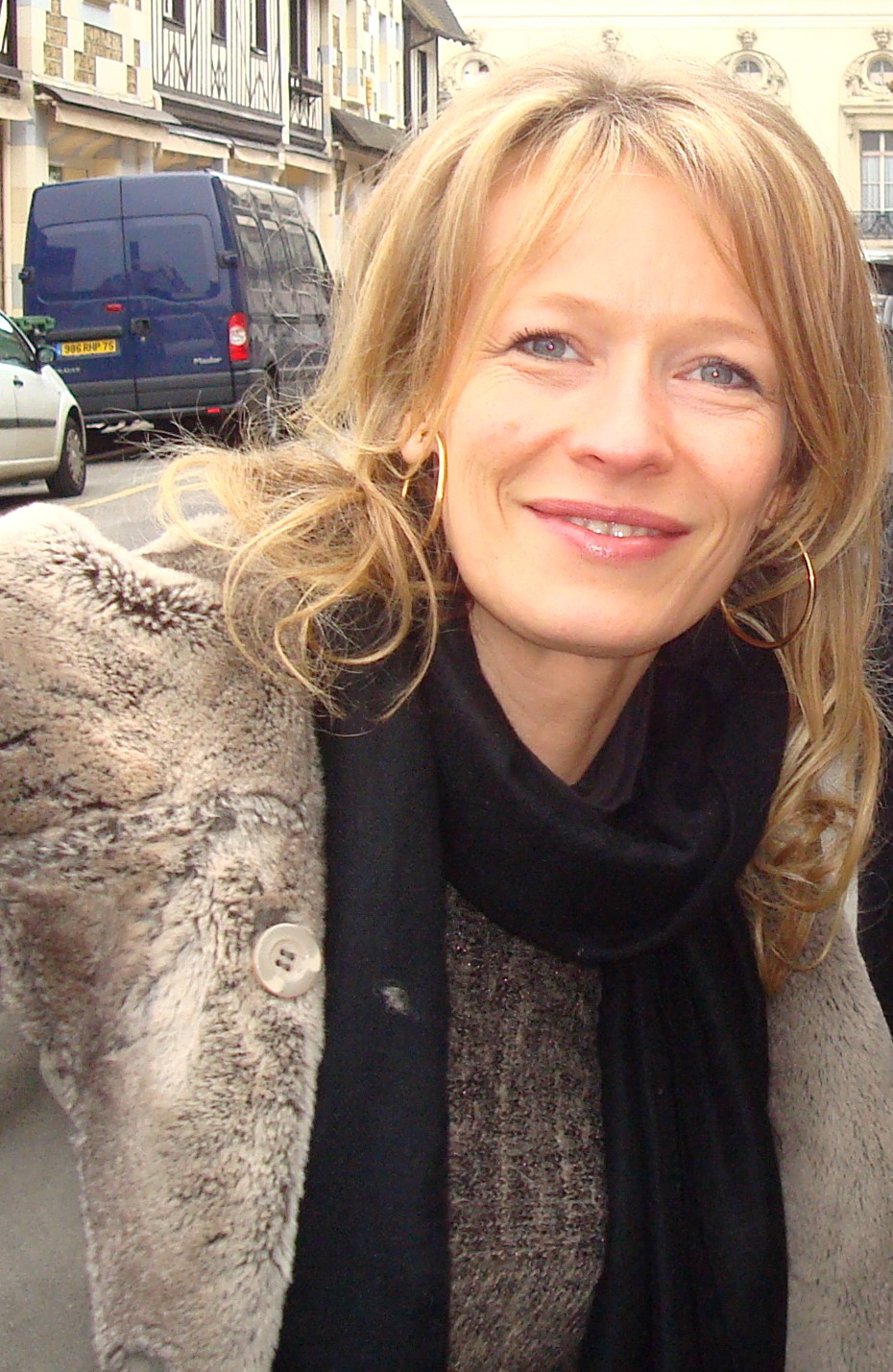
L'actrice Sophie Broustal en 2010.

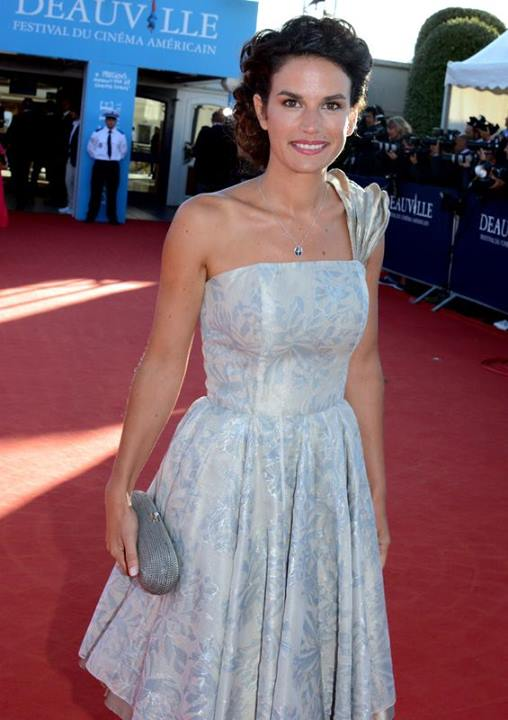
Barbara Cabrita au festival du cinéma américain de Deauville 2013.

- Raoul de Trappes, sergent, Sénéchal du roi Saint Louis[236].
- Martin de Trappes, « sergent à cheval »[237], tué dans un combat à la croisade de Tunis en 1270[238],[239].
- Guillaume de Trappes, clerc[240] du roi Saint Louis, attaché à la cour du Parlement en 1276 et 1277. (La ville a fait l’acquisition de la reproduction du sceau[241] de Guillaume de Trappes).
- Philibert de Trappes est, en 1377, l'un des quatre sergents d'armes attachés à la personne de Charles V.
- Jean Rigaud, chevalier, au XIVe siècle est nommé capitaine de la forteresse de Trappes par le dauphin Charles, régent du royaume[242].
- Guillaume Postel, orientaliste, philologue et théosophe de confession catholique meurt en 1581 dans la ferme (la ferme de Vaugien) qu'il possède à Trappes[242],[243]. Il enseigna les mathématiques et les langues orientales au Collège de France.
- François Sublet de Noyers, (1589-1645), politicien, qui résida et mourut à « La Boissiére »[243], accumule les fonctions prestigieuses comme secrétaire d'État à la guerre et ministre de Louis XIII.
- Gaspard Dailly (1758-1834), cultivateur[244], maire de Trappes (1796-1800 et 1808-1811).
- Claude-Gaspard Dailly, né à Trappes en 1787, maître de la poste aux chevaux de Paris et maire de Trappes.
- Vincent (Charlemagne) Pluchet (1774-1837), cultivateur, maire de Trappes de 1812 à 1837, inventeur d'une charrue qui porte son nom[245]. En 1814 et 1815, il a protégé sa commune des exactions des troupes prussiennes qui occupaient Trappes après la chute de Napoléon. En 1817, il a sauvé la commune de Trappes menacée de famine à la suite des aléas climatiques et des mauvaises récoltes.
  - Son fils Émile et ses petits-fils Vincent et Eugène furent maires de Trappes.
  - Émile Henri Pluchet, autre petit-fils de Vincent Charlemagne, né le 13 mars 1845 à Trappes, fut président de la Société d'agriculture de France et régent de la Banque de France.
- Alexandre Manceau est un graveur et auteur dramatique français, né à Trappes le 3 mai 1817,qui a été le dernier compagnon de George Sand et partagea sa vie pendant quinze ans[246].
- Jules Nercan, né à Trappes en 1841, ingénieur civil, nommé administrateur de la Banque des Travaux Publics en 1888, décède à Trappes à 53 ans[247].
- Vera de Santa-Cruz, veuve de l’ex-président de la République de Bolivie ; résida à Trappes, elle y décède en 1901[248].
- Magloire Aristide Barré né le 24 août 1840 et décédé en 1915 à Trappes, sculpteur, ciseleur de grande renommée, habitait la rue de l'Étang qui porte aujourd'hui son nom, il prit une part active à la Commune de Paris, fut condamné à la déportation ce qui l'obligea à s'exiler quelques années à Londres et en Autriche[249]. Amnistié, Iil revint à Trappes où il fut conseiller municipal dans l'opposition lors d'un des mandats de Vincent Pluchet.
- Louis Emile Aristide Barré (1863 Paris - 1922 Trappes) fils du précédent, qui se faisait appeler Aristide Barré fils, peintre naturaliste, graveur, illustrateur dans des revues spécialisées sur l'art, parfois confondu avec son père bien qu'exerçant des arts très différents. Il put vivre de son art.
- Léon Teisserenc de Bort installa à Trappes, sur sa fortune propre, un observatoire privé de météorologie, l'observatoire aérologique de l'ONM, devenu celui de la Météorologie nationale en 1945.
- Jacques Perret (1901-1992), écrivain controversé, polémiste et auteur du livre Le Caporal épinglé, né à Trappes.
- René Ayreau[250] arrière-petit-fils et fils de cheminot, né le 16 juin 1926 à Saintes (Charente-Maritime), arrive à Trappes le 29 juin 1926, 13 jours après sa naissance.
- Les résistants, André Marchand. Jules Fulliquet, Roger Garnier[251], André Lemaire et Lucien Ragaigne sont arrêtés le 27 mars 1942, déportés au camp de Buchenwald en Allemagne, ils survivront.
- Les résistants morts en déportation, Charles Guilbert, mort à Mauthausen le 3 février 1945 à 22 ans ; Fernand Bréan, mort à Oranienbourg et Jacques Boubas, bénévole de la Croix-Rouge, est arrêté à son domicile en juin 1944, déporté, il meurt du typhus à 17 ans à Neuengamme en Allemagne[252].
- Les cheminots fusillés ou morts en déportation : Charles Cachet ; Robert Chauveau, versaillais, chaudronnier au dépôt, arrêté comme communo-gaulliste, mort à Gressen le 2 mars 1945 ; Désiré Corbin, mort en service le 24 août 1944; Lucien Depée, chef de train en gare de Trappes, FFC, réseau Résistance fer, arrêté chez lui à Versailles le 25 août 1944, livré à deux aviateurs allemands allemands, retrouvé assassiné dans une rue de Versailles le lendemain ; Lucien Lecoq ; René Presse, demeurant à Bagneux, auxiliaire au service matériel, mort à 19 ans à Rogoznica-Gross-Rozen (Pologne), le 9 novembre 1944 ; Édouard Pattemain, parisien, sous-chef de gare, mort en déportation le 25 novembre 1940.
- Michel Luxereau (1906-1992), médecin à Trappes de 1932 à 1977, se dévoua sans compter auprès de tous les Trappistes au cours des bombardements meurtriers des Alliés en 1944. En reconnaissance pour son comportement héroïque, la municipalité de Trappes a inauguré un centre socio-culturel qui porte son nom. La maison où il exerça est, aujourd'hui, le centre de loisirs Pierre-Sémard.
- Marthe Burgard (1889-1995), concertiste, violoniste, soliste professionnelle et organiste.
- Victor R. Belot (1923-2000), historien, écrivain et peintre-surréaliste, a vécu à Trappes. Il a reçu le prix d’histoire locale que venait de créer le conseil général des Yvelines en 1982, pour son ouvrage Trappes d’hier à aujourd’hui. Victor R. Belot figure sur la liste des premiers citoyens d’honneur de la ville de Trappes[253].
- Marc Giai-Miniet, peintre et sculpteur, né à Trappes en 1946, vit encore dans sa maison natale.
- Alban Liechti, né en 1935, jardinier, premier soldat français à avoir dès juillet 1956, écrit au président de la république son refus de faire la guerre d'Algérie, deux fois condamné à deux ans de prison, auteur de l'ouvrage Le refus[254],[255],[256]
- Pascal Tayot, né en 1965, judoka ayant pour club d'origine, l'E.S.C. Trappes, est médaillé olympique de judo en 1992.
- Bernard Hugo 1930-2021, sénateur et maire de Trappes de 1966 à 1996[257]. Il fut président de l'Établissement Public d'Aménagement de Saint-Quentin en Yvelines, de l'Association des élus de la Ville Nouvelle créée à son initiative en 1971, conseiller général des Yvelines, militant pacifiste
- Jules Hourdiaux (1907-1985), chercheur français inventeur des procédés cinématographiques de projection, dont l''Héraclorama qui équipa l'ancien cinéma le « Normandie »[258], aujourd'hui, le cinéma le « Grenier à Sel » de Trappes et le « Marignan » de Bruxelles[259].
- Michel Decaix (1934-1987), chef décorateur, peintre et homme de théâtre, fondateur de la troupe de théâtre « Les Coquillards ». Il collabora avec les plus grands réalisateurs de l'audio visuel (Marcel Bluwal, Robert Mazoyer, Jean Michel Ribbes, Marcel Camus…) et fut le créateur de nombreux décors pour la télévision (Thierry la Fronde, Thibault et les croisades, Noële aux quatre vents, Le 16 à Kerbriands, Chateauvallon, Merci Bernard).
- Henri Bagno (1927-2010), dit « Riton », dirigea, quelque temps, à partir de 1966 le « Club des Jeunes du Champ aux Pauvres » créé par le Foyer laïque municipal, puis s'occupa de l'organisation et des animations de la vie culturelle, de la ville, jusqu'à sa retraite. Une rue porte son nom.
- Odile Bailleux, née en 1939 à Trappes, est une organiste et claveciniste française.
- Claude Erker[260], retraité trappiste, peintre décorateur du film Ben Hur, a travaillé pour les plus grands noms du cinéma et de la télévision.
- Annette Moro, née à Trappes en 1922, rue Carnot, décédée en 2013, fille de cheminot, figure de la vie locale, militante féministe, elle décroche son diplôme d’infirmière en 1942. et se distingue par sa conduite et sa disponibilité pendant l’occupation. En 1945, dans Trappes dévastée, elle porte secours à la population au côté du Dr Luxereau. Tout au long de sa vie, elle plaidera la cause sanitaire des femmes et des enfants auprès des partis politiques et de l’Église. Dans les années 1960, elle bataille autour des lois Neuwirth pour la contraception et Veil pour l’avortement. Un centre socioculturel porte son nom.
- Anne-Marie et André Broustal, pour leur implication dans la vie associative de la ville de Trappes depuis plus de 50 ans : un gymnase construit dans le quartier de la plaine de Neauphle porte leur nom. Ils sont les parents de l'actrice Sophie Broustal.
- Vincent Liechti, Auteur-compositeur-interprète[261].
- Patrick Vieira, né en 1976, footballeur, évolua, en junior, au Football Club de Trappes de 1984 à 1986.
- Linda Pradel, née à Trappes en 1983, est une handballeuse de l'équipe de France, gardienne internationale qui a évolué à Metz puis Alicante (Espagne). Elle joue actuellement au club du Havre.
- Nicolas Anelka, né en 1979, footballeur, a grandi à Trappes.
- Joyeux Urbains, groupe de chanson française humoristique originaire de Trappes.
- Jamel Debbouze, né en 1975, humoriste et acteur, a passé son enfance à Trappes, sa jeunesse au collège Gustave-Courbet et sa découverte des cours de théâtre avec la compagnie d'improvisation théâtrale Déclic Théâtre.
- La Fouine, né à Trappes en 1981, rappeur.
- Eddy Ben Arous, originaire de Trappes, sélectionné dans l'équipe de France de rugby à XV pour la Coupe du monde 2015.
- Sophia Aram, née en 1973, humoriste et actrice a passé son enfance à Trappes où sa mère, Khadija Aram, était adjointe au maire Guy Malandain.
- Omar Sy, né à Trappes en 1978, humoriste et acteur, César du meilleur acteur pour son interprétation dans le film Intouchables, a passé son enfance à Trappes et sa jeunesse au collège Gustave-Courbet.
- Les actrices Sophie Broustal[262] et Barbara Cabrita, la chanteuse et danseuse Shy'm sont originaires de Trappes.
- Arnaud Tsamère, humoriste, a fait ses classes dans la compagnie d'improvisation théâtrale de Trappes, Déclic Théâtre, en 2001[263],[264].
- Issa Doumbia, acteur de la compagnie Déclic Théâtre[265].
- Alain Degois, homme de théâtre.
- Énora Malagré, chroniqueuse, animatrice de radio et de télévision, arrive à Trappes à l'âge de dix ans[266].
- Paul Duan, né en juillet 1992 à Trappes, est un entrepreneur social français, fondateur de l'ONG Bayes Impact.
- Laurie Peret passe son enfance à Trappes[267] et à Élancourt[268]. Durant son adolescence, elle fréquente l'école d'improvisation[267] de la compagnie Déclic Théâtre.
- Didier Lemaire, professeur de philosophie, a provoqué un débat en février 2021 en décrivant Trappes comme une « ville tombée aux mains des islamistes »[269].
- Tamara Marthe, (Pseudonyme : Shy'm), née le 28 novembre 1985 à Trappes (Yvelines),
- Rachid Benzine né le 5 janvier 1971 à Kénitra au Maroc, à Trappes depuis son enfance, est un islamologue, politologue et enseignant franco-marocain. Romancier et dramaturge, Rachid Benzine est une des figures importantes de l'islam libéral francophone.
- Nadia Hai femme politique, née à Trappes le 8 mars 1980, Ministre déléguée chargée de la Ville du 6 juillet 2020 au 20 mai 2022

### Héraldique
Les armes de Trappes, adoptées en 1962, sont exécutées par Robert Louis à la demande de la municipalité pour les besoins des jumelages et pour symboliser la ville.
| Blason de Trappes | Blason  | D'azur au chef-pal parti de sinople et de gueules, bordé d'or et chargé de six annelets du même, accosté à dextre d'un clou de la Passion d'argent accompagné de trois fleurs de lys d'or et à senestre d'un semé de fleurs de lys du même.                                             |
| Blason de Trappes | Détails | Le vert et le rouge sont les couleurs de la SNCF et les six anneaux évoquent le trafic ferroviaire.[réf. nécessaire] Dans la partie gauche sont représentées les armes de l'abbaye de Saint-Denis, à droite celles de l'Île-de-France. Le statut officiel du blason reste à déterminer. |

Le blason de 1962 est timbré d'une couronne murale à trois tours crénelées d'or et soutenu par deux gerbes de blé d'or assemblées en pointe passant sous l'écu. La couronne murale à trois tours crénelées d'or rappelle qu'au Moyen Âge, Trappes est villa muralis, une ancienne cité médiévale fortifiée avec cinq portes y permettant l’accès. Les gerbes de blé rappellent le passé agricole de la commune et le brochet symbolise l'étang de Saint-Quentin-en-Yvelines.